# Clase Arleigh Burke
La clase Arleigh Burke es una clase de destructores lanzamisiles de la Armada de los Estados Unidos; la primera en ser diseñada y construida en torno al sistema de combate Aegis y al nuevo radar multifunción AN/SPY-1D. El primer barco de la clase entró en servicio el 4 de julio de 1991. Después de la baja del último buque de la clase Spruance, los nuevos Arleigh Burke, con setenta y cinco unidades planeadas, se convirtieron en la única clase de destructores en activo de los Estados Unidos. La clase lleva el nombre del almirante Arleigh Burke, uno de los más famosos oficiales estadounidenses a bordo de destructores durante la Segunda Guerra Mundial. El almirante Burke todavía vivía cuando el primer buque de la clase, el que lleva su nombre, fue comisionado.
Estos buques de guerra fueron diseñados como destructores de múltiples misiones, capaces de cumplir el papel estratégico de ataque terrestre con misiles Tomahawk; función de guerra antiaérea (AAW) con un potente radar Aegis y misiles tierra-aire; guerra antisubmarina (ASW) con sonar remolcado, cohetes antisubmarinos y helicópteros ASW; y guerra antisuperficie (ASuW) con misiles Harpoon. Con actualizaciones a sus sistemas de radar en fase AN/SPY-1 y sus cargas útiles de misiles asociadas como parte del Sistema de Defensa de Misiles Balísticos Aegis, los barcos de esta clase también han demostrado capacidad como plataformas móviles de misiles antibalísticos y armamento antisatélite, operando en 42 destructores a partir de agosto de 2021. Las versiones posteriores de la clase ya no tienen los lanzadores de misiles Harpoon, y algunos los barcos de la clase no tienen sonar de matriz remolcada. Su casco y superestructura fueron diseñados para tener una sección transversal de radar reducida. El Arleigh Burke coincide en dimensiones y tonelaje con los barcos que sobrevivieron las pruebas Operación Crossroads de lanzamiento de una bomba nuclear sobre una flota realizadas por la US Navy.
El primer barco de la clase se puso en servicio el 4 de julio de 1991. Con el desmantelamiento del último destructor de la clase Spruance, el USS Cushing, el 21 de septiembre de 2005, los barcos de la clase Arleigh Burke se convirtieron en los únicos destructores activos de la Marina de los EE. UU. hasta que la clase Zumwalt entró en servicio activo en 2016. Tras la cancelación de casi toda la serie Zumwalt por sus altos costes, se reactivó la construcción de buques de clase Arleigh Burke. La clase Arleigh Burke tiene la producción más larga para cualquier buque de superficie de la Marina de los EE. UU. posterior a la Segunda Guerra Mundial. De los primeros 75 buques de esta clase (que comprenden 21 del Tramo I, 7 del Tramo II, 34 del Tramo IIA, 3 del Tramo IIA Restart y 10 del Tramo IIA Technology Insertion), 70 están en servicio a partir de mayo de 2022. Actualmente, se han pedido 14 del Tramo III, pero se han previsto otros 28, con un total de 42 para ese Tramo y un total general de 117 barcos para la clase.
Con una longitud total de 153,9 a 155,3 m, un desplazamiento que varía de 8230 a 9700 toneladas y un armamento que incluye más de 90 misiles, la clase Arleigh Burke es más grande y está mejor armada que la mayoría de los barcos anteriores clasificados como cruceros lanzamisiles.

## Características

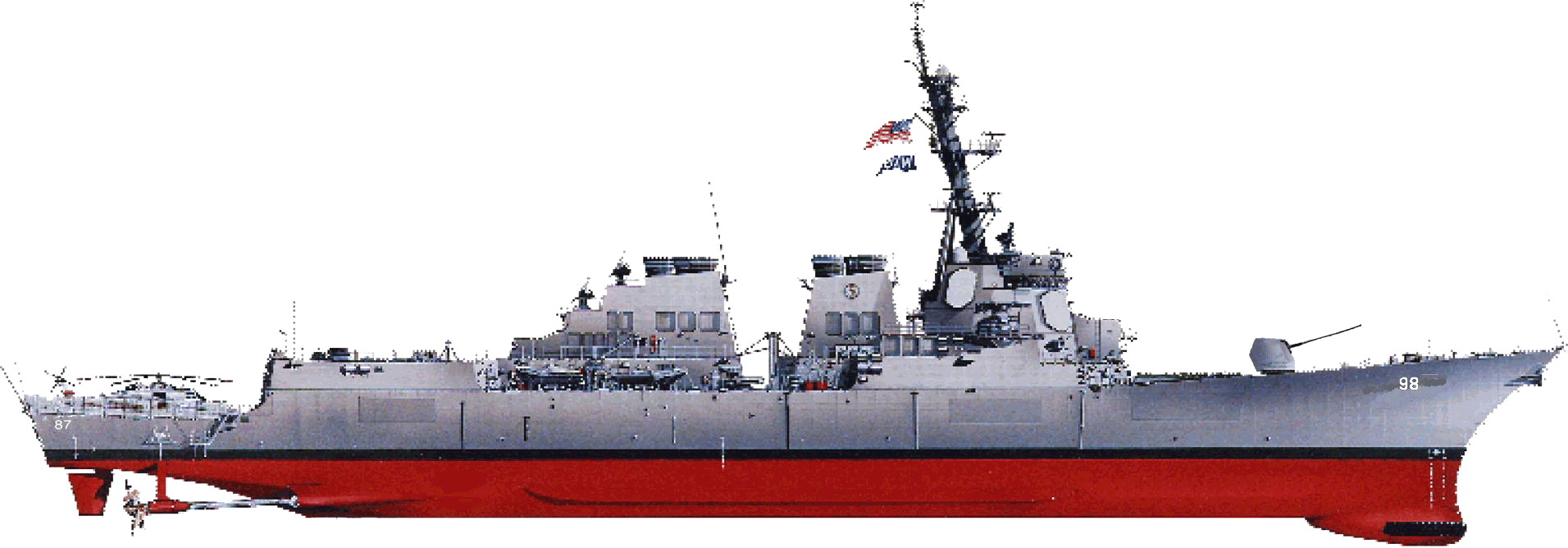
Perfil de un destructor clase Arleigh Burke.

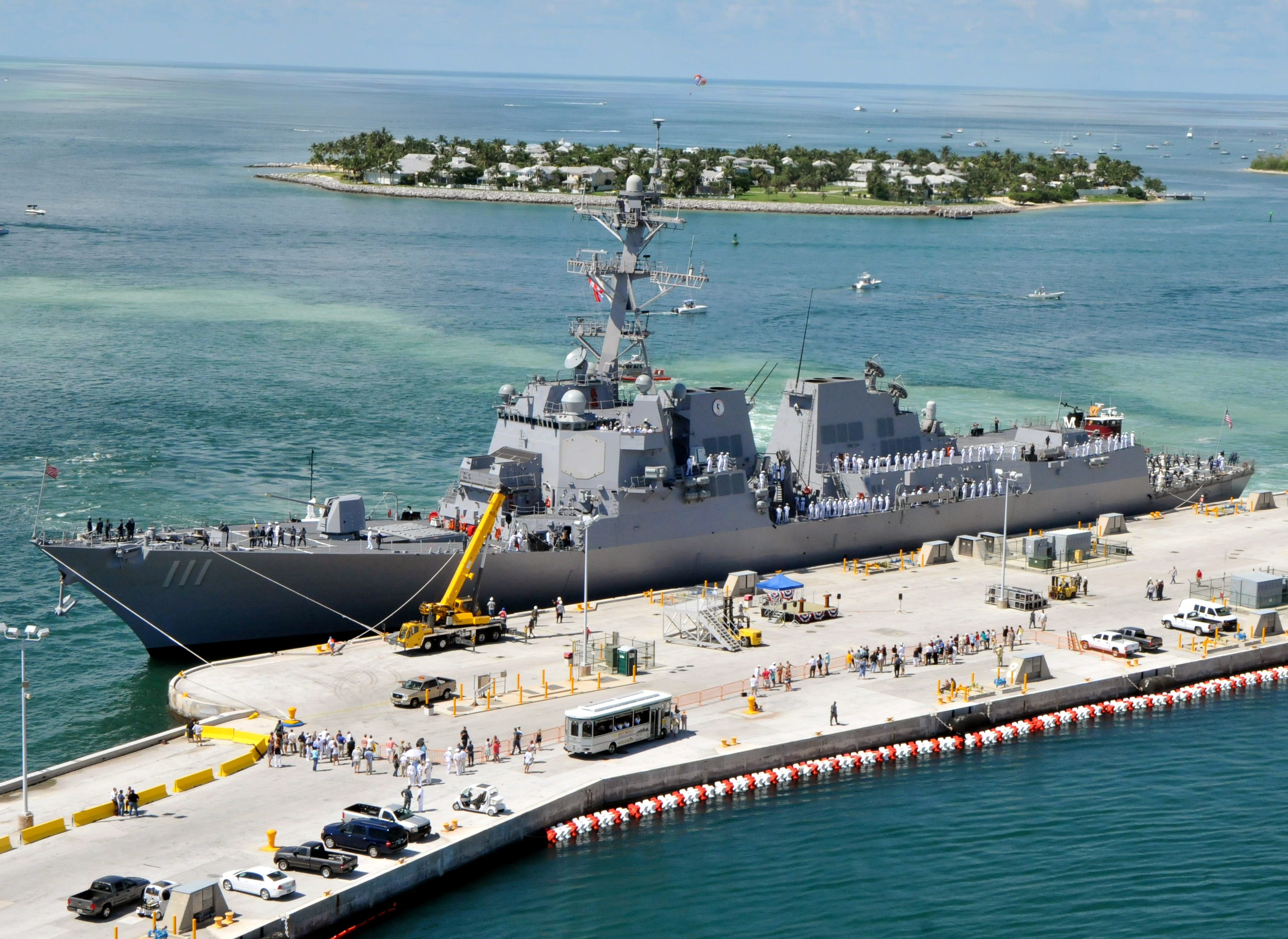
El anclado en el año 2011.

Los barcos de guerra clase Arleigh Burke están entre los destructores de mayor tamaño y potencia de fuego, de los que se han construido en los Estados Unidos, con un mayor desplazamiento y más fuertemente armados, que los cruceros anteriores.
El diseño de la clase Arleigh Burke incorpora lecciones aprendidas por la Marina Real Británica durante la guerra de las Malvinas contra Argentina y por la experiencia adquirida, en las Fragatas lanzamisiles Clase Oliver Hazard Perry y los Cruceros clase Ticonderoga. 
Exteriormente, los costados del barco y el puente de mando, tienen unos nuevos ángulos facetados a los costados, donde se instalan los nuevos radares planos, AESA, fueron concebidos como parte de la tecnología stealth, las cuales están dirigidas, en última instancia, a mejorar las posibilidades de supervivencia del destructor frente a misiles antibuque enemigos con un radar activo para localizar los objetivos, como los misiles Exocet.
La nueva clase Arleigh Burke tiene una baja marca de radar y baja marca térmica, su avanzado diseño con perfiles facetados, le permite ocultarse ante los sensores de misiles enemigos, que vuelan a muy alta velocidad para evitar los ataques de las armas defensivas del barco y las fragatas misileras que lo escoltan, y se pueden confundir fácilmente, con señuelos lanzados por el barco, esquirlas de aluminio, nubes de humo, y los perfiles rectos de la nave, lo confunden con el mar a larga distancia. El efecto furtivo parece haberse conseguido con bastante éxito en estos buques. Se buscó de forma premeditada la reducción de la silueta a efectos visuales. La reducción de la firma infrarroja se logró ocultando las salidas de gases de las chimeneas, más aún en la última serie. La pintura ayuda a absorber las ondas de radar y una serie de sensores, repartidos por toda la nave, mantienen el casco fresco para evitar que las estructuras ofrezcan una imagen calórica no deseada.
Este barco volvió a retomar la tradición de construirse plenamente de acero. La combinación de un casco de acero con una superestructora de aluminio, anteriormente había sido una fórmula innovadora para reducir el desplazamiento en otros barcos de guerra, pero se demostró que los metales ligeros eran más propensos a agrietarse en las difíciles condiciones marinas. Además, el diseño de aluminio es menos resistente al fuego, que el diseño construido totalmente de acero. En 1975, un incendio a bordo del USS Belknap arrasó la superestructura de aluminio. Posteriormente, los daños sufridos por los británicos durante la guerra de las Malvinas apoyaron la decisión de emplear acero.
Su nuevos sistema Collective Protection System (sistema de protección colectiva), convierte a los barcos de guerra de la clase Arleigh Burke, en la primera de los Estados Unidos diseñada con un sistema de filtración de aire frente a amenazas nucleares, químicas y biológicas.
En cuanto al sistema de combate, las funciones de protección balística antimisil del Sistema de Combate Aegis, se han hecho tan importantes en el combate naval moderno, que todos las unidades de la clase Arleigh Burke están siendo mejorados para ampliar este tipo de misiones. La producción de Arleigh Burke está siendo reiniciada en detrimento de los destructores clase Zumwalt, más modernos pero sumamente costosos.

## Desarrollo
A finales de la década de 1960 el destructor ya no gozaba de gran popularidad en la Marina estadounidense, que favorecían la construcción de cruceros con misiles guiados y de fragatas. De hecho sólo inició la construcción de 31 destructores clase Spruance y 4 clase Kidd. El programa DDG-51 comenzó a finales de la década de los años 1970 para reemplazar a los destructores de la clase Farragut y clase Charles F.Adams, previendo que adoptaran el sistema AEGIS ya instalado en los cruceros de la clase Ticonderoga. Con el tiempo surgieron diferencias relevantes entre las distintas versiones de esta clase.

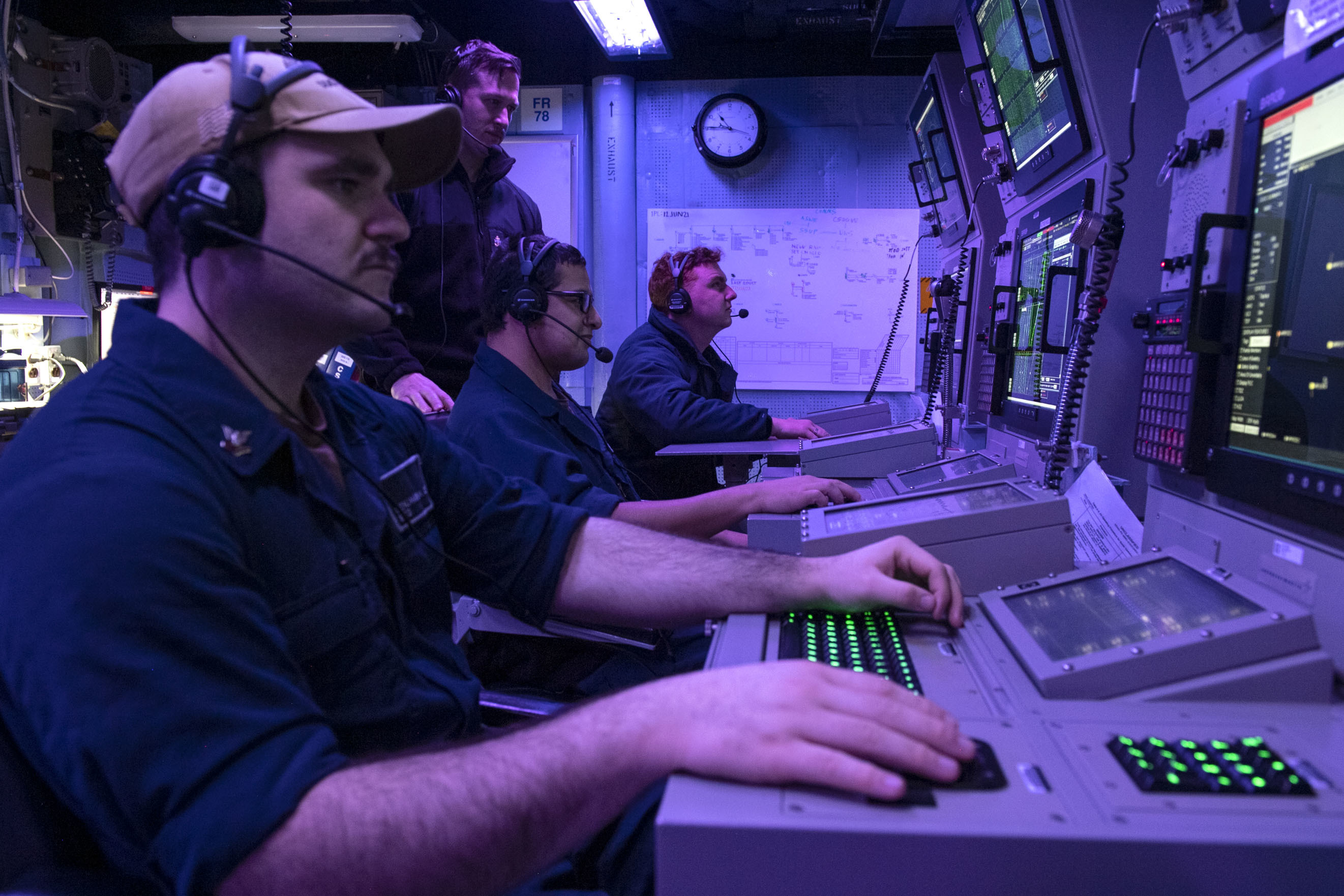
Sala de mando del, año 2021.

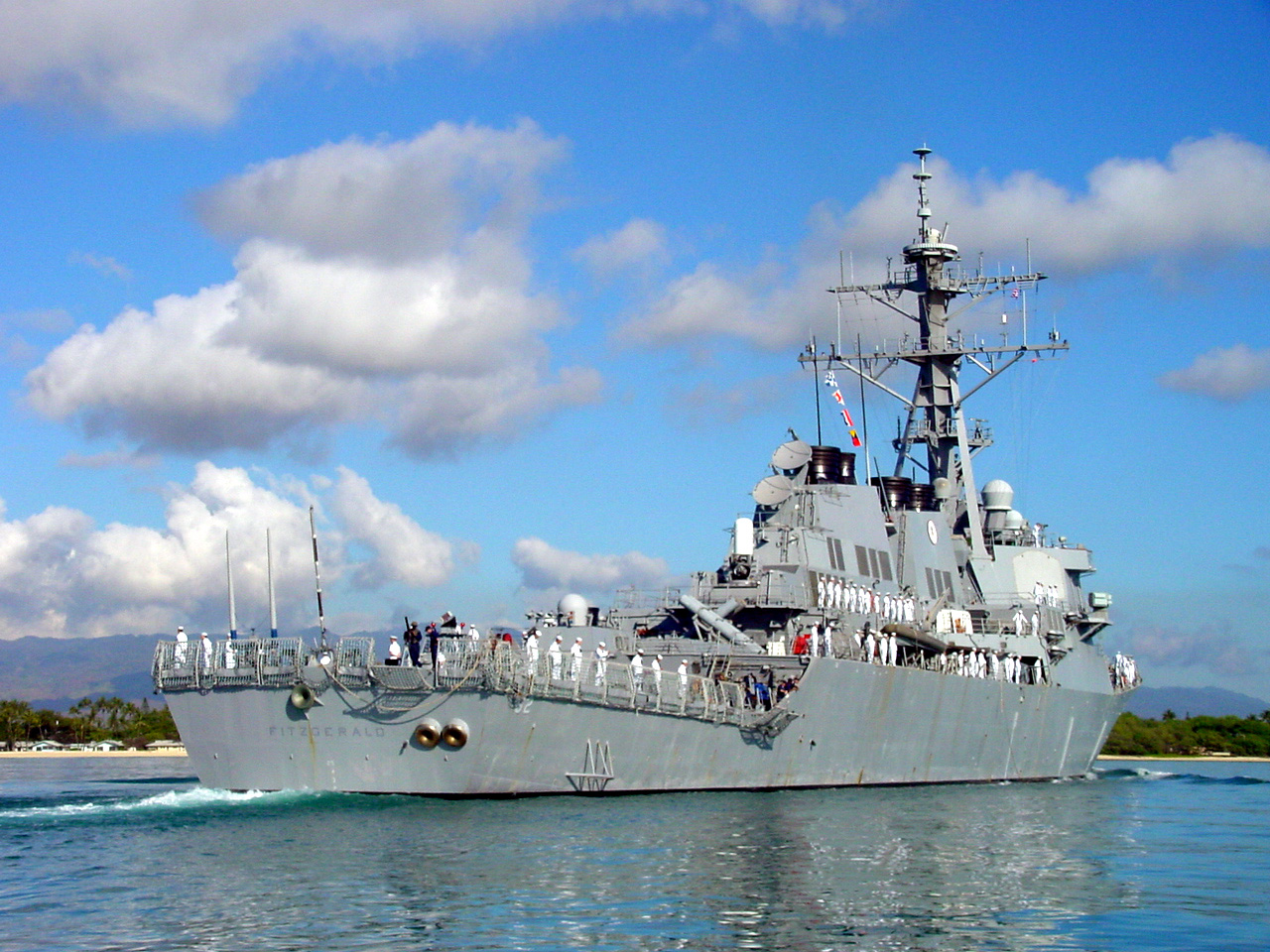
El, buque del Tramo I (en inglés llamado "Flight I", la primera versión de estos destructores.

En 1980 Estados Unidos inició los estudios para el diseño con siete contratistas navales. En 1983, el número de competidores se redujo a tres: los astilleros Bath Iron Works, Todd Shipyards e Ingalls Shipbuilding. El 3 de abril de 1985, se le adjudicó el contrato de la primera unidad a los astilleros Bath Iron Works por 321,9 millones de dólares. Gibbs & Cox ganó el concurso para el diseño principal de los destructores. El coste total de la primera unidad ascendió a  1100 millones de dólares, de los cuales 778 millones de dólares, correspondieron a los sistemas de armas. La puesta en quilla del Arleigh Burke se produjo el 6 de diciembre de 1988 en los astilleros de Bath Iron Works en Maine; y su botadura el 16 de septiembre de 1989 contando como madrina a la esposa del almirante Arleigh Burke. El Almirante estuvo presente en la ceremonia de entrega celebrada el 4 de julio de 1991, que tuvo lugar en Norfolk, Virginia.
Una de las características más destacables de esta clase de destructores es que van equipados con el sistema de combate Aegis. Sin embargo llevan las antenas junto debajo del puente de mando, pero con una solución menos eficiente que la que sería llevarlos sobre el puente. Se diseñaron para ser buques muy bien armados. Los primeros buques llevaban un cañón principal de 127/54 Mk45 Mod 1/2, sustituido luego en los buques posteriores por un Mk45 Mod 4 del mismo calibre. Todos los barcos de esta clase llevan un Phalanx CIWS como armamento antiaéreo de corto alcance, dos cañones Mk38 de 25 mm como defensa contra objetivos de superficie y dos lanzadores de torpedos triples Mk32. Pero el armamento principal son los misiles, contando con un lanzador en la proa y delante del puente de mando, y otro en la superestructura en la zona de popa. Los Flights I y II llevan 29 células de lanzamiento de misiles en su lanzador de proa y 61 en su lanzador de popa. Los Flights IIA y III 32 células en el lanzador de proa y 64 misiles en el de popa. Las células pueden disparar misiles superficie-aire RIM-66M, RIM-156, RIM-174A, RIM-161 y RIM-162 ESSM, misiles superficie-superficie BGM-109 Tomahawk y misiles antisubmarinos RUM-139. Los Flights I y II llevan dos lanzamisiles antibuque Harpoon, con un total de ocho misiles. Se ha añadido un lanzador de misiles superficie-aire SeaRAM a algunos de los buques. Dado que deberían ser capaces de escoltar a los.portaviones debían ser capaces de una velocidad de 30 nudos, gracias a sus cuatro motores de turbina de gas, y poder combatir simultáneamente múltiples amenazas aéreas, de superficie y submarinas. Un portaaviones se esperaba durante la Guerra Fría que contara con un grupo de escolta de uno o dos cruceros Ticonderoga más 4-5 destructores Arleigh Burke. Años después, pasada ya la Guerra Fría, lo normal era un crucero más un par de destructores. Cómo consecuencia de la experiencia de la Royal Navy en Malvinas el material empleado para la construcción del casco fue exclusivamente acero de alta resistencia. Las áreas vitales de la estructura fueron reforzadas empleando capas de acero y de kevlar.
Los Arleigh Burke pertenecientes a la nueva serie Tramo IIA (en inglés llamado "Flight IIA"), a partir del USS Oscar Austin (DDG-79), tenían nuevas características en su diseño. Entre estos nuevos cambios estaba la creación de dos hangares para recibir helicópteros ASW y un nuevo cañón naval Mark 45 Mod 4 de 5 pulgadas, instalado a partir del USS Winston S. Churchill (DDG-81)). Las últimas unidades Tramo IIA, comenzando por el USS Mustin, tuvieron un cambio en el diseño de las chimeneas, ocultando las mismas en la superestructura con un perfil facetado, con el fin de reducir la firma infrarroja por el calor de la chimeneas y mantener el perfil facetado de la nave, junto con la cabina de mando. El sonar de arrastre TACTAS se retiró de las unidades Tramo IIA así como los lanzadores de misiles Harpoon sobre la cubierta. 
Entre el nuevo modelo de producción en serie DDG-68 y el DDG-84 las unidades fueron equipadas con las nuevas antenas de radar AN/SLQ-32 que se asemeja a la Configuración V3 empleada en los cruceros cruceros Clase Ticonderoga, mientras que los anteriores modelos, estaban dotados de la Configuración V2, similares a las utilizadas en las fragatas clase Oliver Hazard Perry. 
La nueva Configuración V3 incluye contramedidas electrónicas activas, mientras que la Configuración V2 sólo dispone de contramedidas electrónicas pasivas. Varios destructores de la serie Tramo IIA fueron botados sin Phalanx CIWS por las previsiones de equiparlos de misiles Evolved Sea Sparrow, aunque posteriormente, la marina decidió instalar el nuevo Sistema CIWS en toda la serie, para que al menos todas las unidades portaran uno en el 2013. Los Flight III cuentan con la misma turbina Rolls Royce diseñada para los DDG 1000, pero con algunas mejoras especiales de eficiencia de combustible.
Los destructores más modernos USS Pinckney (DDG-91), USS Momsen (DDG-92), USS Chung-Hoon (DDG-93), USS Nitze (DDG-94), USS James E. Williams (DDG-95) y USS Bainbridge (DDG-96) son diferentes al resto, en el diseño de la superestructura, para poder alojar el Remote Mine-hunting System (sistema antiminas controlado a distancia). Los tubos lanzatorpedos Mk 32 fueron desplazados desde la parte central a la cubierta de misiles, para poder navegar juntos a otros barcos de la flota con diferentes funciones de batalla.

### Modernización

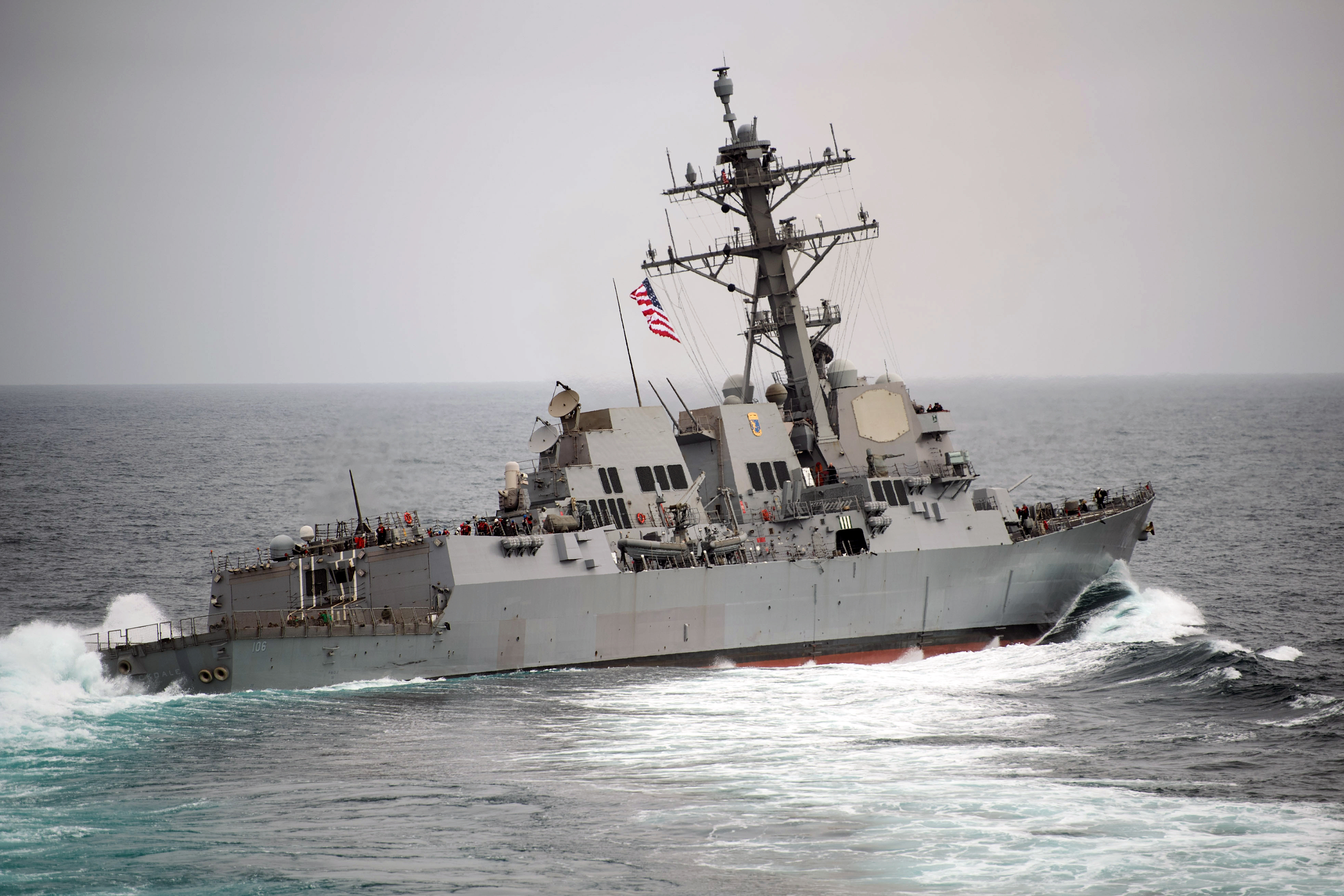
El, de la serie Tramo IIA versión mejorada de la clase, girando durante unas maniobras en 2018.

La Marina comenzó un programa de modernización para la clase Arleigh Burke destinado a mejorar las piezas de artillería en los destructores, como respuesta a la preocupación suscitada en el Congreso por la retirada de los acorazados clase Iowa. La modernización debía incluir piezas de cañones automáticos de 127 mm para los destructores Tramo I (USS Arleigh Burke - USS Ross) con la nueva munición ERGM (guiada de alcance ampliado), que permite disparar proyectiles 40 millas náuticas (74 km) tierra adentro. Sin embargo finalmente se acabó cancelando la adopción de munición ERGM.
El nuevo programa de modernización, está diseñado para proporcionar una mejora adicional, en la mitad de la vida útil de la clase y mejorar así, la efectividad de los destructores, ante las nuevas amenazas de países que combaten con lanchas rápidas. Entre los objetivos finales está la reducción en la dotación, aumento de la efectividad en combate y reducción de los costes de mantenimiento. 
Las mejoras tecnológicas, serán integradas durante la construcción de las nuevas unidades de producción DDG 111 y DDG 112, momento en el cual se producirá la entrada en dique de los destructores Tramo I y Tramo II y será aprovechado para modernizarlos. Durante la primera fase de modernización, se mejorará el casco y los sistemas, mecánicos y eléctricos; mientras que en la segunda fase, se introducirá un nuevo sistema informático, de arquitectura abierta en el control de combate. El resultado esperado de esta modernización, será una mejora en las capacidades de defensa contra misiles balísticos ICBM y en el combate litoral.
Estaba programado que la clase Arleigh Burke fuera reemplazada por los nuevos destructores clase Zumwalt a partir de 2020, pero un aumento en la amenaza de misiles de corto alcance y medio alcance, de países beligerantes como Irán y los actos de piratería en África, motivaron que la Marina reiniciara la producción en serie de los Arleigh Burke, barajando la posibilidad de equipar con módulos de combate litoral a las nuevas unidades.
La Marina anunció en abril de 2009, un plan para limitar la construcción de la nueva clase Zumwalt a únicamente tres unidades, mientras autorizaba la adquisición de otros tres destructores Arleigh Burke de los astilleros Bath Iron Works y los astilleros Ingalls.

## Armamento

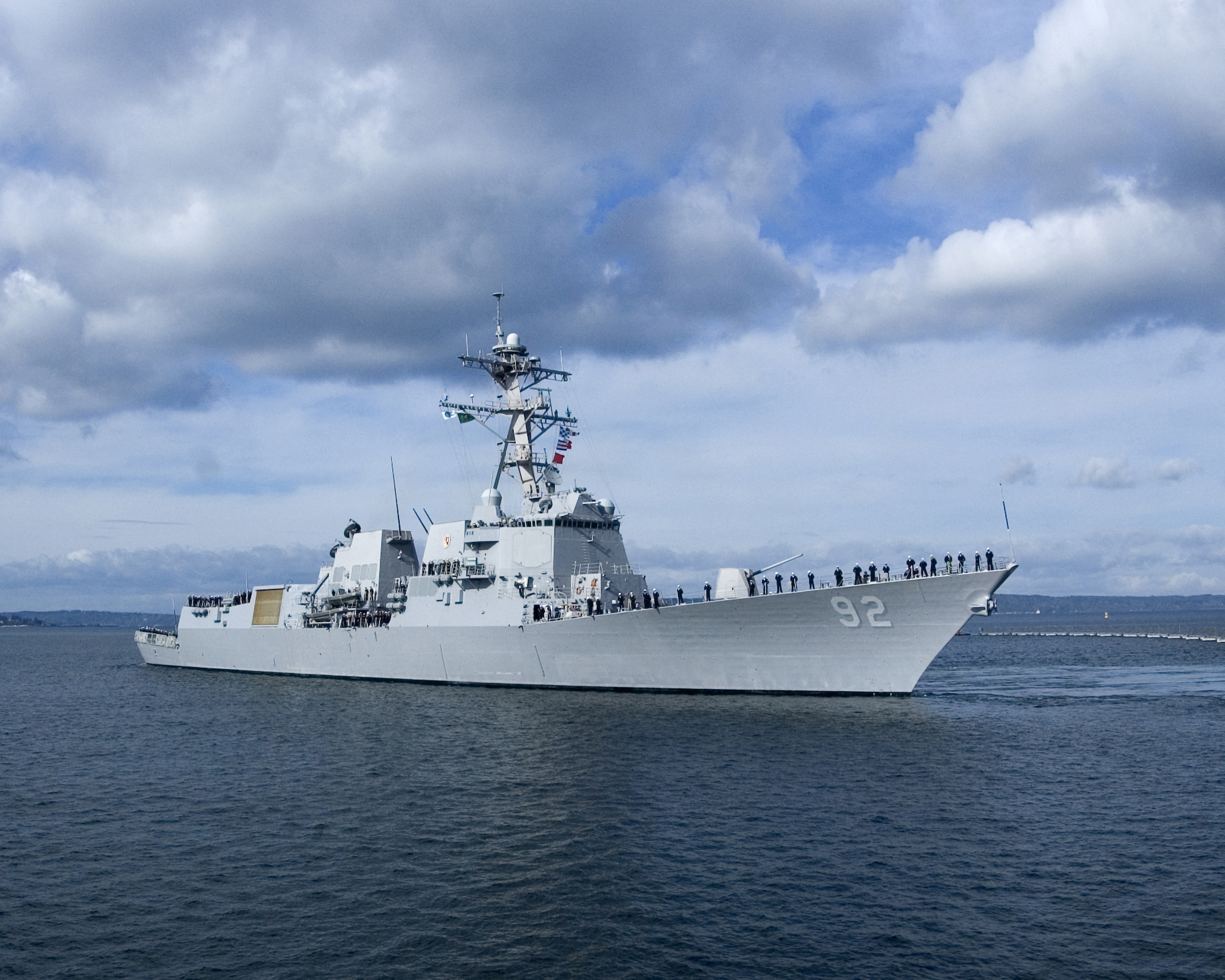
Vista de estribor del.

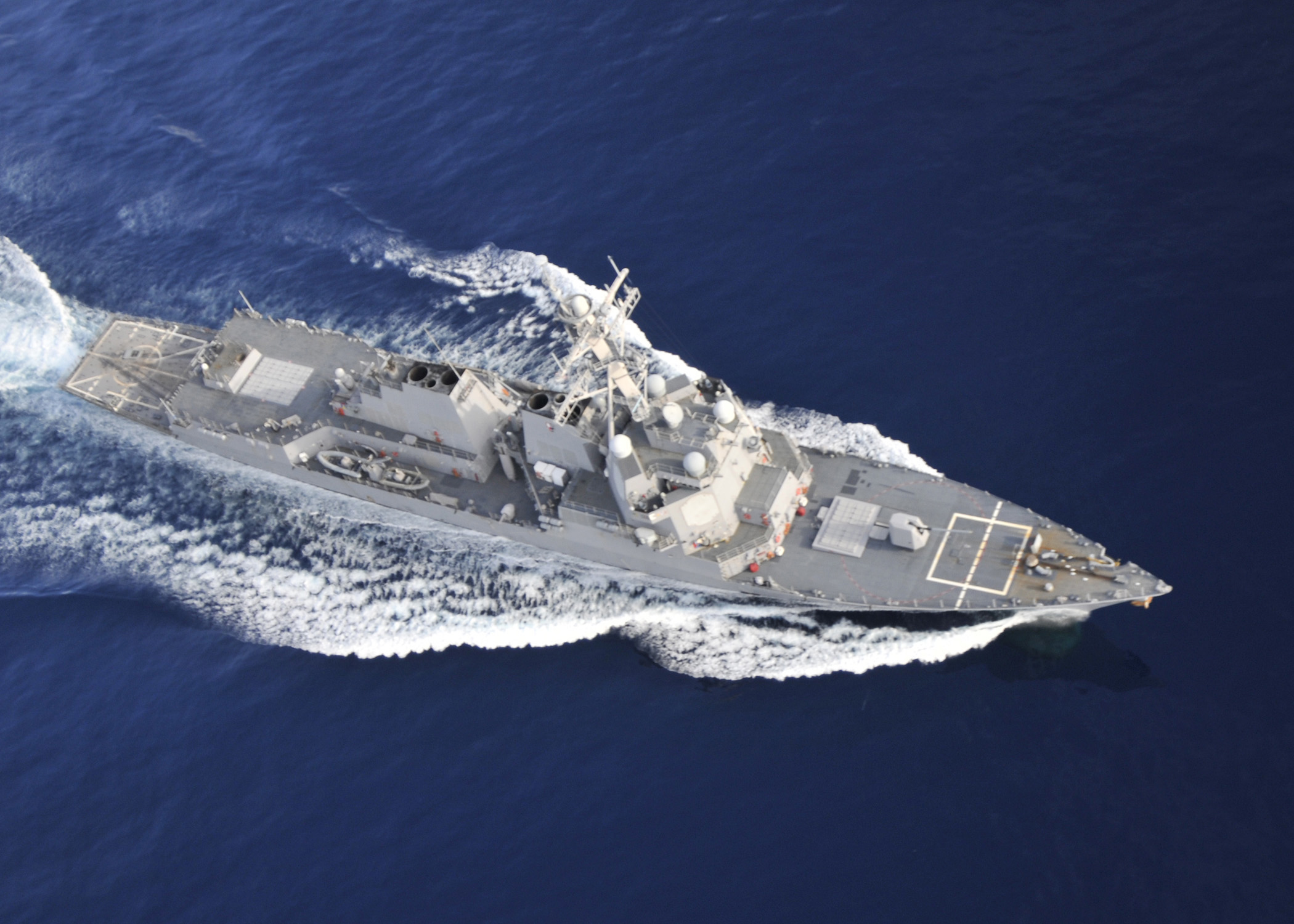
Vista aérea del.

El Destructor de Clase Arleigh Burke puede transportar diferente armamento, en sus diferentes variantes de construcción en serie, con el paso de los años, ha sido equipado con armas más modernas, puede transportar 56 misiles Hughes Tomahawk tipo SLCM con guía aérea Tercom con capacidad de ataque a 1300 km o la guía TLAM-C Block III de 1853 km de alcance, con cabeza de guerra 454 kg. 
Dentro del Sistema de lanzamiento vertical puede transportar 8 misiles SSM Mc Donnell Douglas Harpoon de búsqueda por radar activo, alcance de 130 km a 0,9 Mach y cabeza de guerra de 227 kg. Misiles tipo GDC Standard SM-2ER de alcance extendido, con un alcance de 73 km a Mach 2.  Misiles de guerra antisubmarina Loral ASROC VLA, con guía inercial, y un alcance de 1,6 a 16 km. 
Tiene 1 cañón automático de 127 mm tipo Mk 45 con una cadencia de tiro de 20 disparos por minuto, y un alcance 23 km, en el 2000 fueron equipados con el modelo modificado para utilizar munición ERGM (munición guiada de alcance extendido) y guía por GPS, con alcance de  116,7 km, cabeza de guerra con 72 bombetas. 2 cañones General Electric/General Dynamics de 20 mm modelo Vulcan Phalanx Mk 15 de 6 bocas de fuego rotativas, con una cadencia de disparo de 3000 disparos por minuto, alcance 1,5 km. montados a cada lado del puente de mando.
Puede transportar 6 torpedos Mk 32 Modelo 14 de 324 mm en dos tubos triples para guerra antisubmarina, búsqueda activa/pasiva, alcance de 11 a 44 km, cabeza de guerra de 44 kg o tipo Alliant/Westinghouse Mk 50, búsqueda activa/pasiva de 15 a 50 km y cabeza de guerra de 45 kg.
Los destructores de esta clase cuentan con un dos sistemas de señuelos Loral Hycor SRBOC de seis cañones Mk 36 Modelo 12 , equipado para el lanzamiento de bengalas a 4 km. Sistema de señuelos para torpedos Sea Gnat SLQ-95 AEB y boyas señuelo tipo SLQ-39. Sistema SATCOM SRR-1, WSC-3 (UHF), USC-38 (EHF); un sistema de intercambio de información táctica TADIX B. Los sistemas de armas a bordo, están controlados por sistemas señalizadores de blancos del Sistema de Combate Aegis, para iluminar varios blancos a la vez; el SWG-1A Harpoon LCS; el SWG-3 Mk 37 para el Tomahawk y el Kollmorgen Mk 46 de tipo optrónico.

Algunas imágenes del armamento embarcado
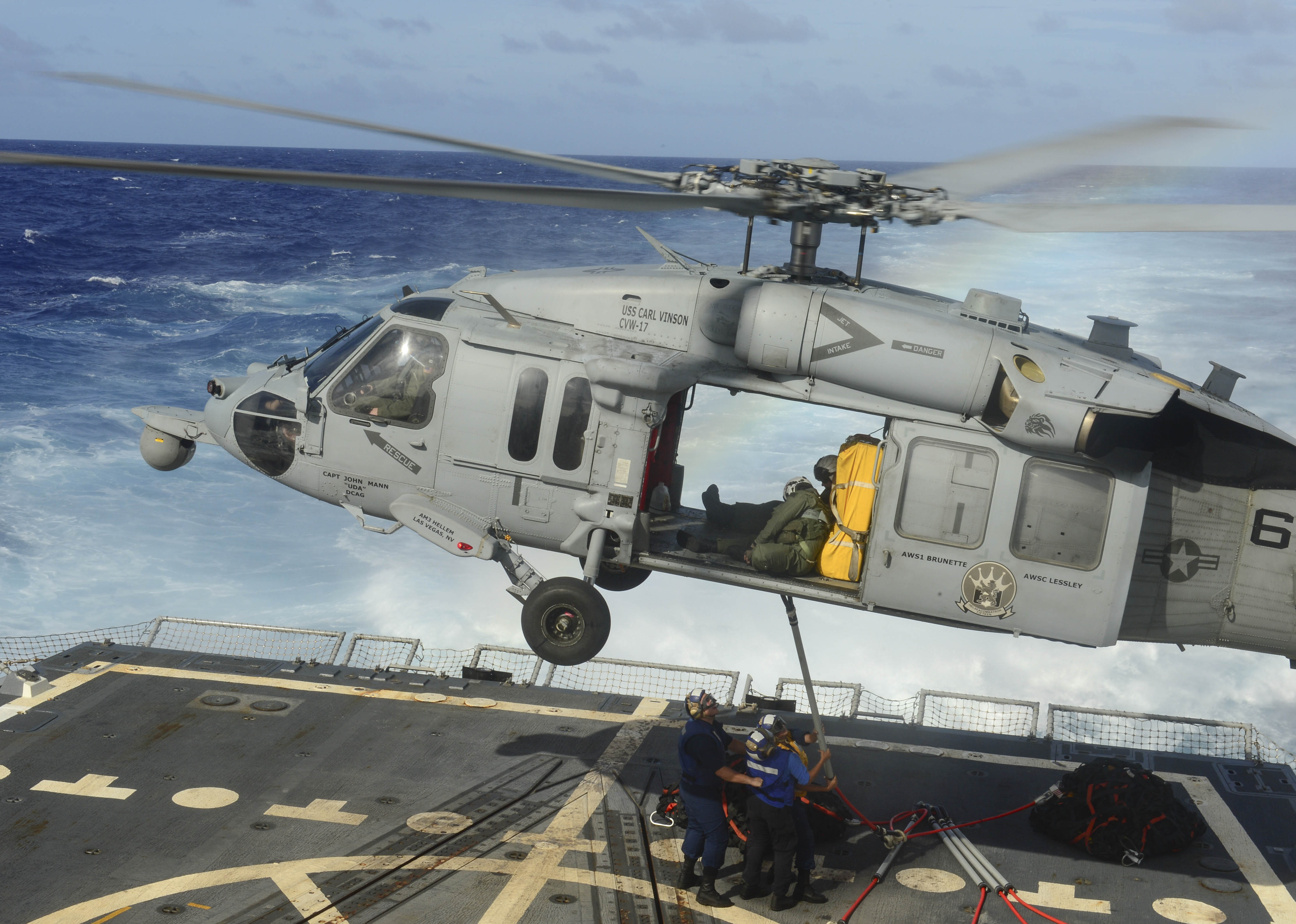
Un SH-60 Seahawk aterrizando en el USS Sterett (DDG-104) en 2014.
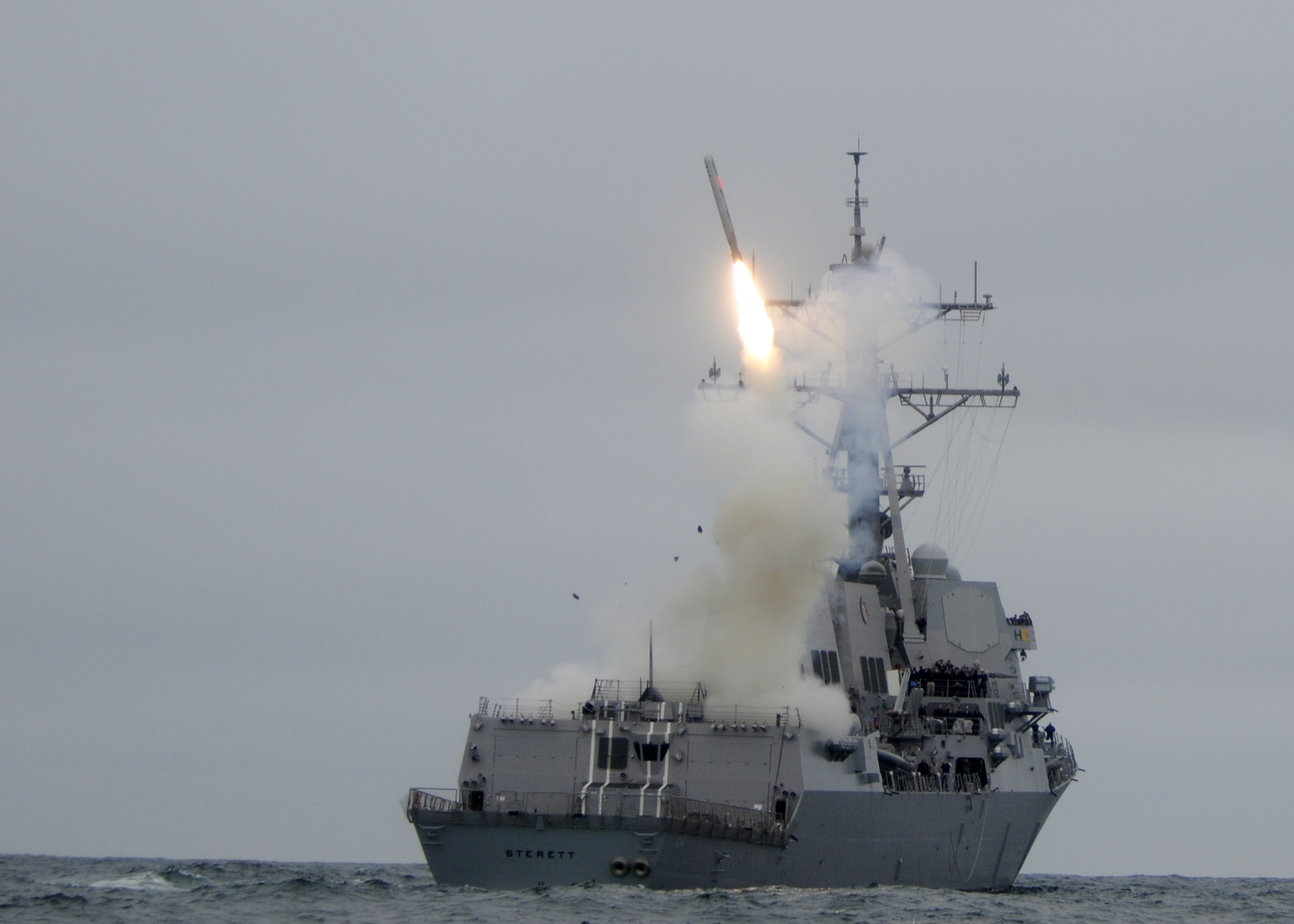
El USS Sterett (DDG-104) disparando un misil Tomahawk en el año 2010.
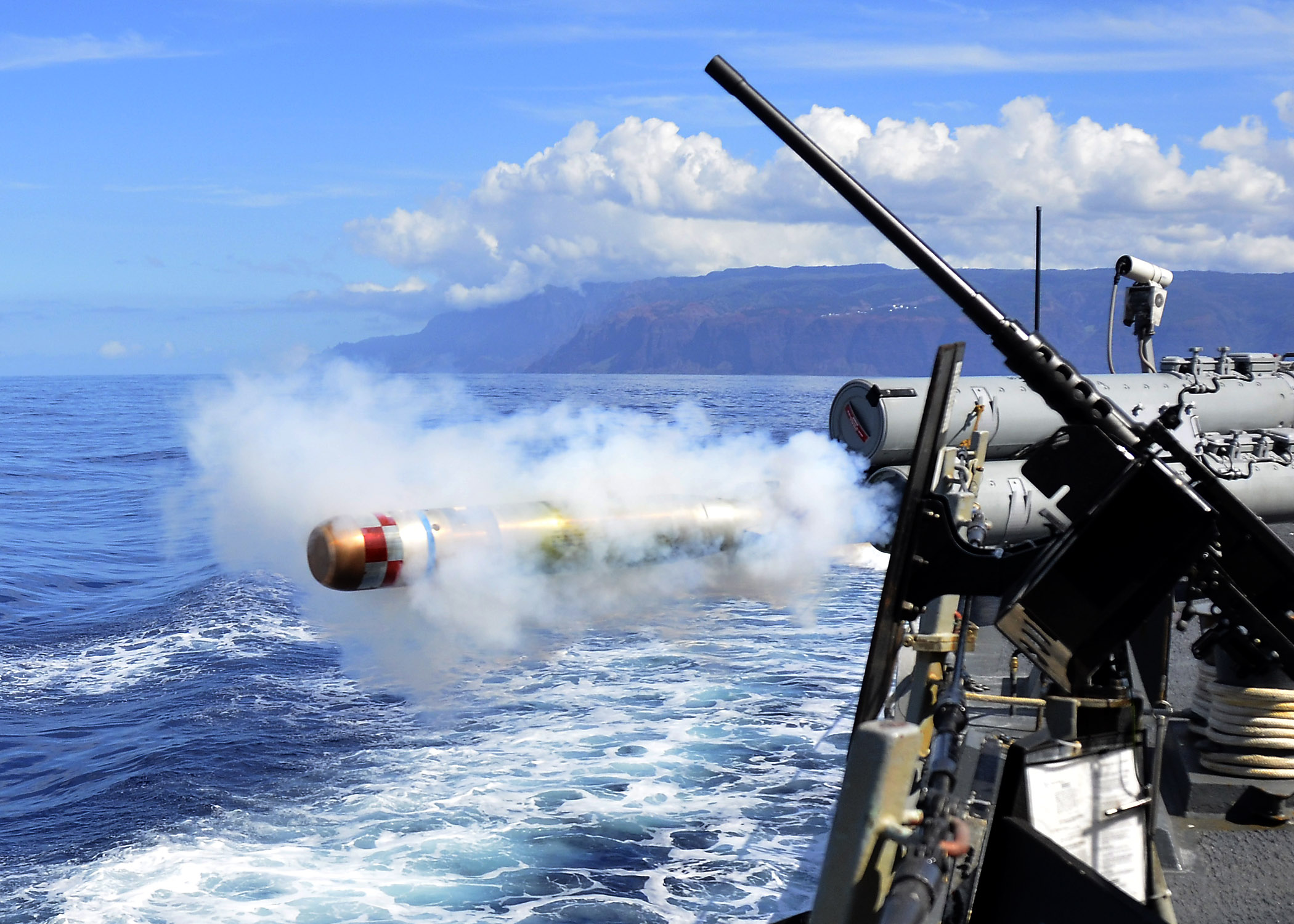
El USS O'Kane (DDG-77) disparando un torpedo en el año 2011.
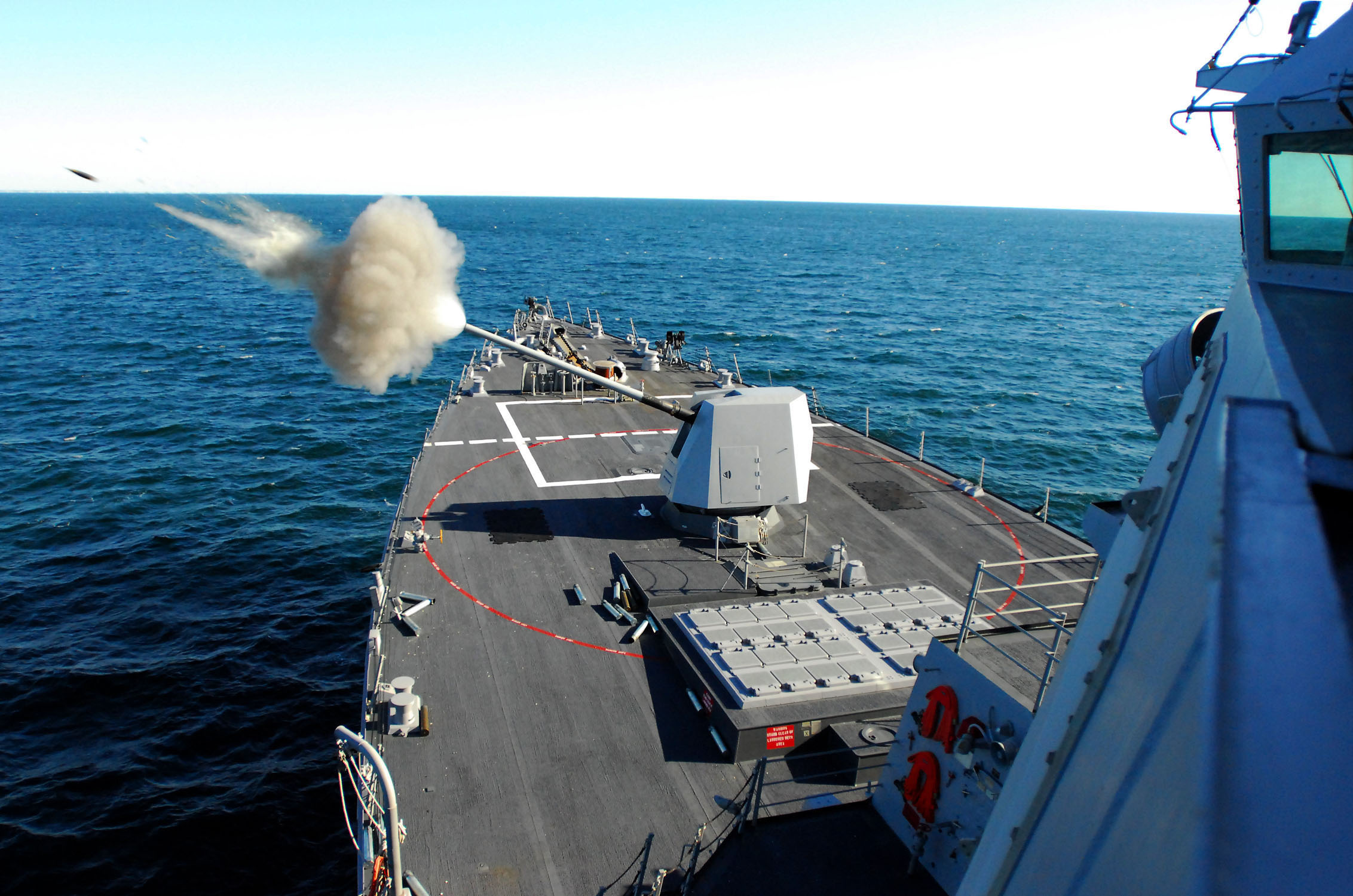
Cañón de proa Mk45 127 mm del USS USS Forrest Sherman (DDG-98) disparando en 2007.
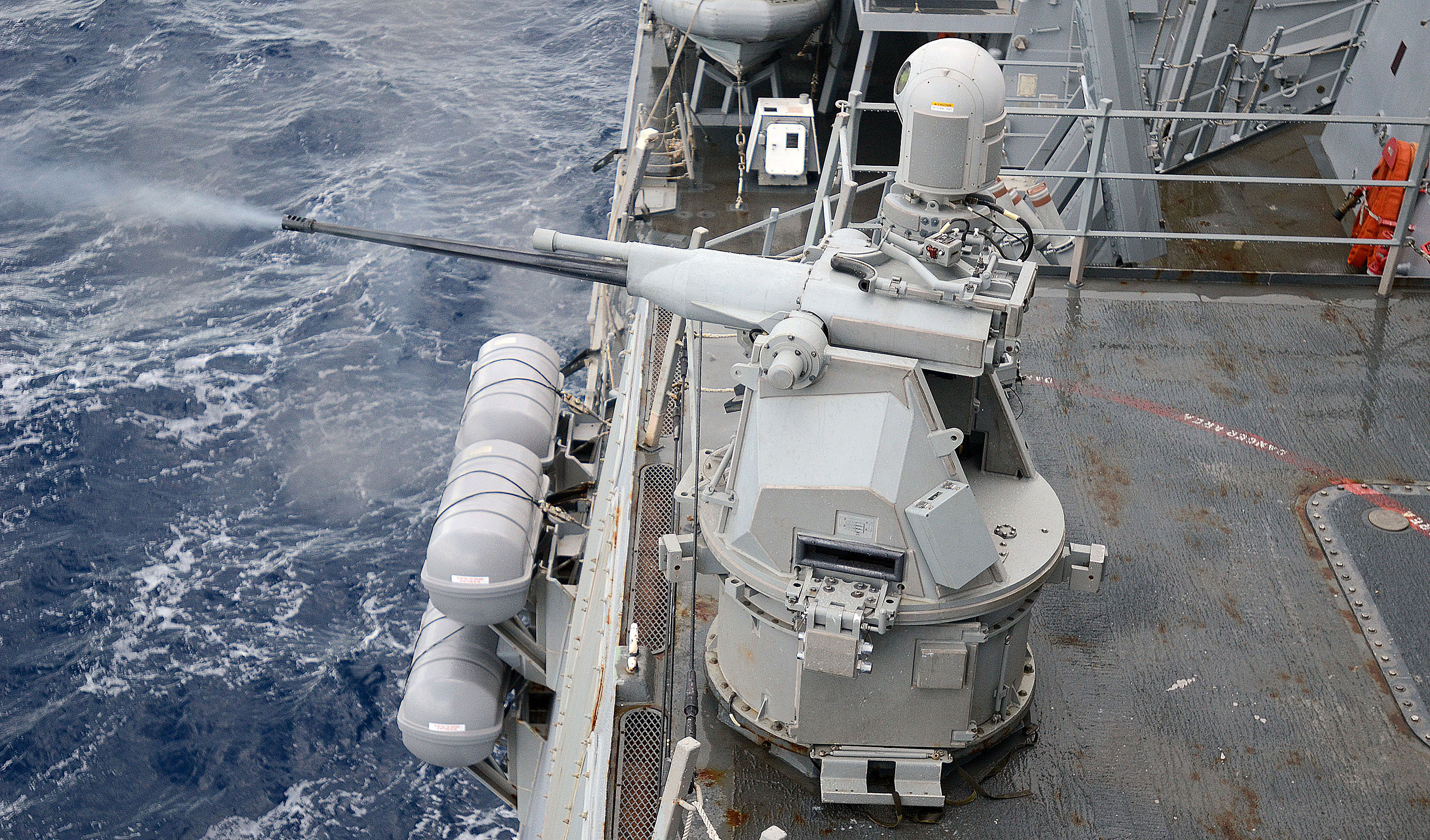
Un cañón de 25 mm a bordo del USS Momsen (DDG-92) disparando en 2013.

## Historia operacional
Los destructores DDG-51 o clase Arleigh Burke (DDG 51) fueron diseñados para operar como buques multimisión. En la US Navy han realizado misiones ofensivas y defensivas, tanto de forma independiente como con Grupos de Ataque de Portaaviones, Grupos de Ataque Expedicionarios y Grupos de Acción de Superficie. Han demostrado ser capaces de operar satisfactoriamente en entornos de amenazas múltiples que incluyen amenazas aéreas, de superficie y submarinas.
Estos buques responderán a escenarios de conflicto de baja intensidad/costa y guerra litoral en alta mar, así como a conflictos en mar abierto, proporcionando o aumentando la proyección de poder, los requisitos de presencia avanzada y las operaciones de escolta en el mar.

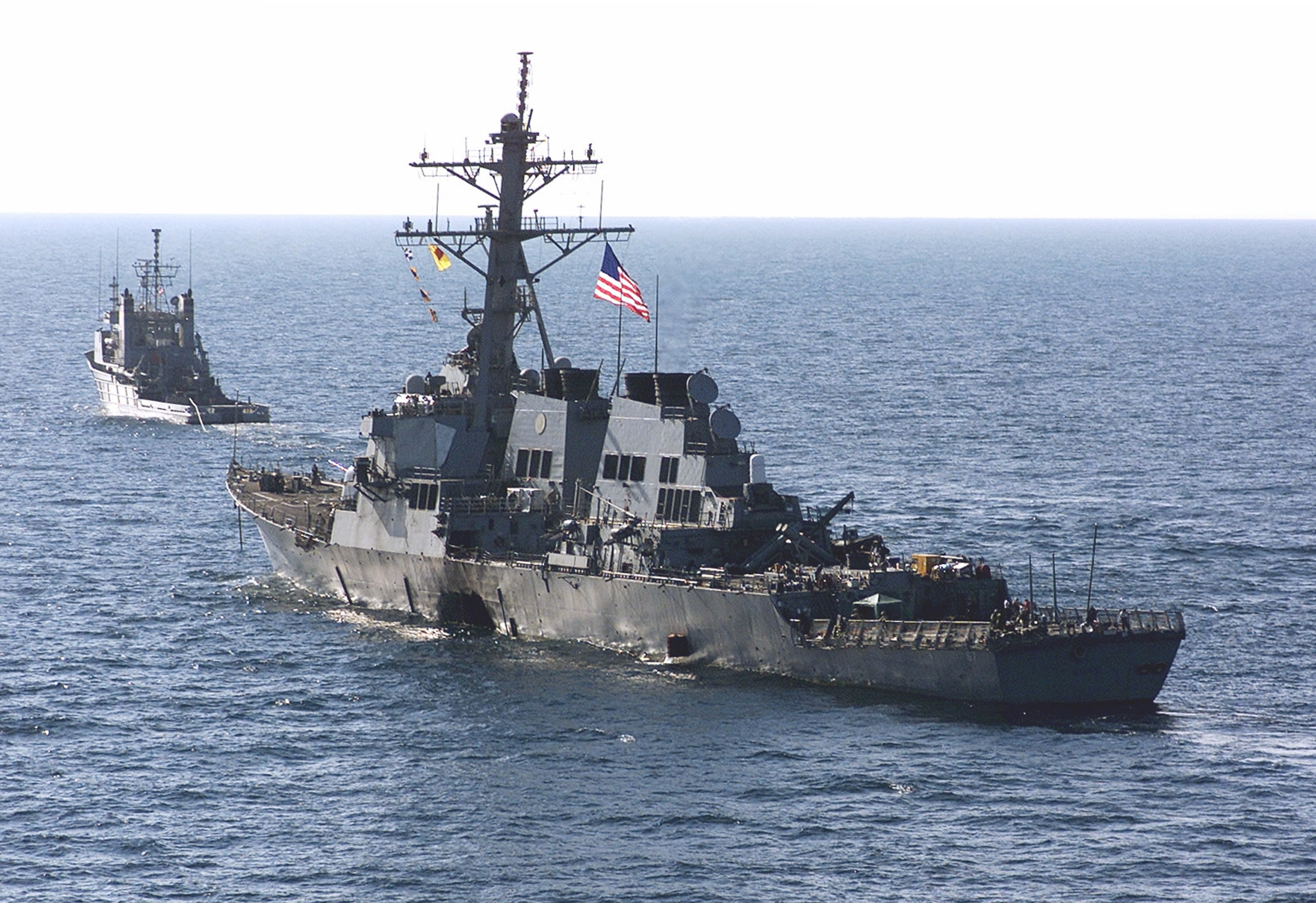
Daños provocados en el tras el atentado sufrido el 12 de octubre de 2000 en Adén (Yemen). Murieron 17 marineros.

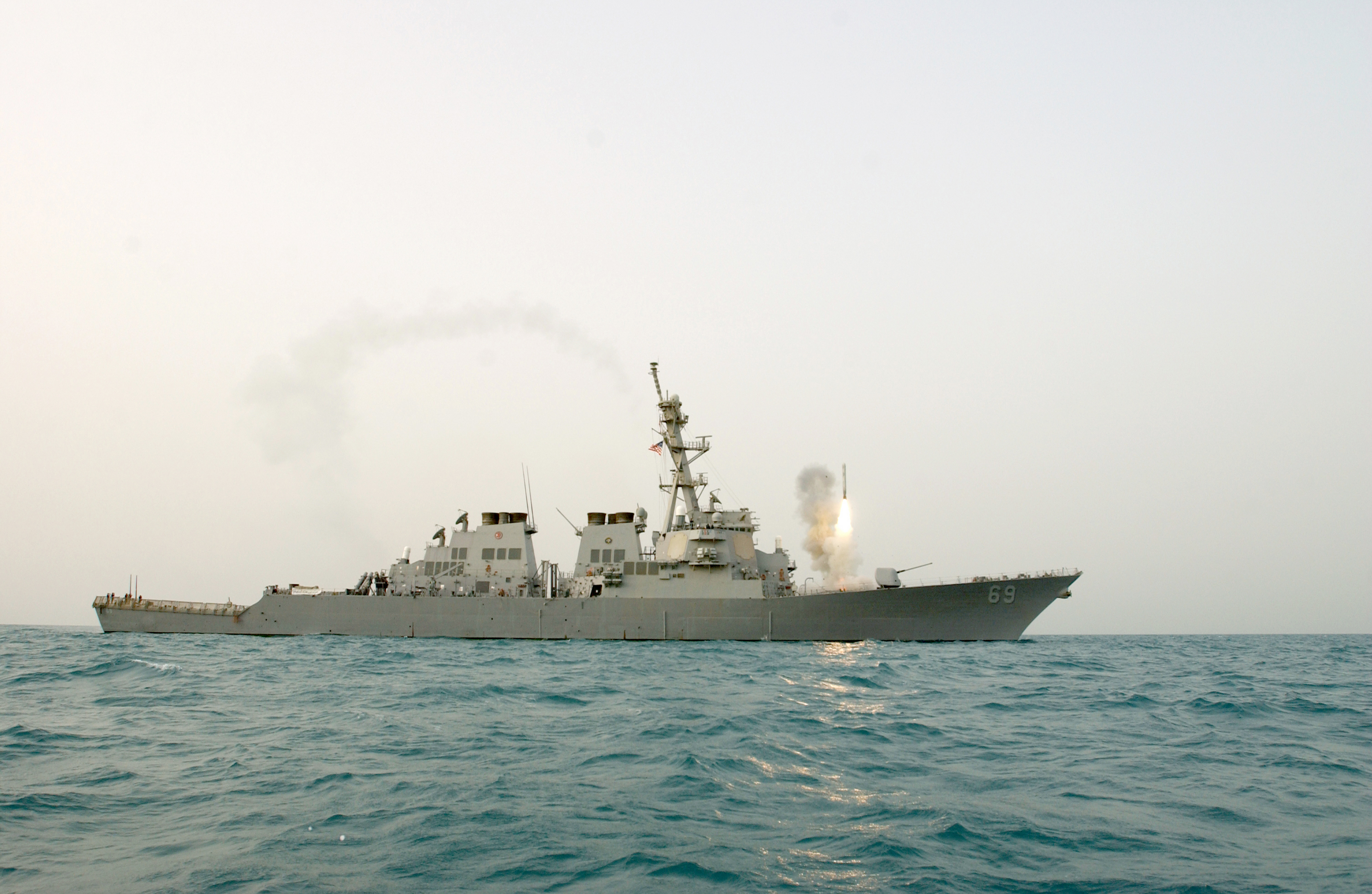
El disparando un misil Tomahawk en 2003, al inicio de la guerra de Irak.

Un destructor de la clase Arleigh Burke, el Cole, fue seriamente dañado en un ataque terrorista suicida, el 12 de octubre de 2000 en Adén, en (Yemen) mientras abandonaba el puerto. 
El atentado, que dejó 19 muertos (incluidos los dos terroristas), se produjo con una lancha suicida cargada de explosivos. El destructor fue llevado a dique seco sobre un barco de carga de plataformas petroleras, reparado y regresó al servicio activo en 2001.
Está comisionado en activo, forma parte de las diferentes Flotas Armadas de la US Navy, actualmente navega junto a la Quinta Flota, en el Golfo Pérsico, frente a las costas de Irán, para mantener abierto el Estrecho de Ormuz.
Forma parte de la fuerza táctica de apoyo de Estados Unidos a Corea del Sur por las recientes amenazas del gobierno de Corea del Norte de un ataque con misiles tácticos a Corea del Sur, Japón, Guam y Hawái. Navegan frente a la costa de Japón y Corea del Sur, para defender a estos países, en caso de un ataque con misiles ICBM enemigos y para defender las islas Hawái, Filipinas, Australia, Alaska y la costa de California de un ataque de Corea del Norte.
En 2017 el USS Ross (DDG-71) y el USS Porter (DDG-78) participaron en el bombardeo de Shayrat, lanzando misiles contra una base militar siria.

Accidentes
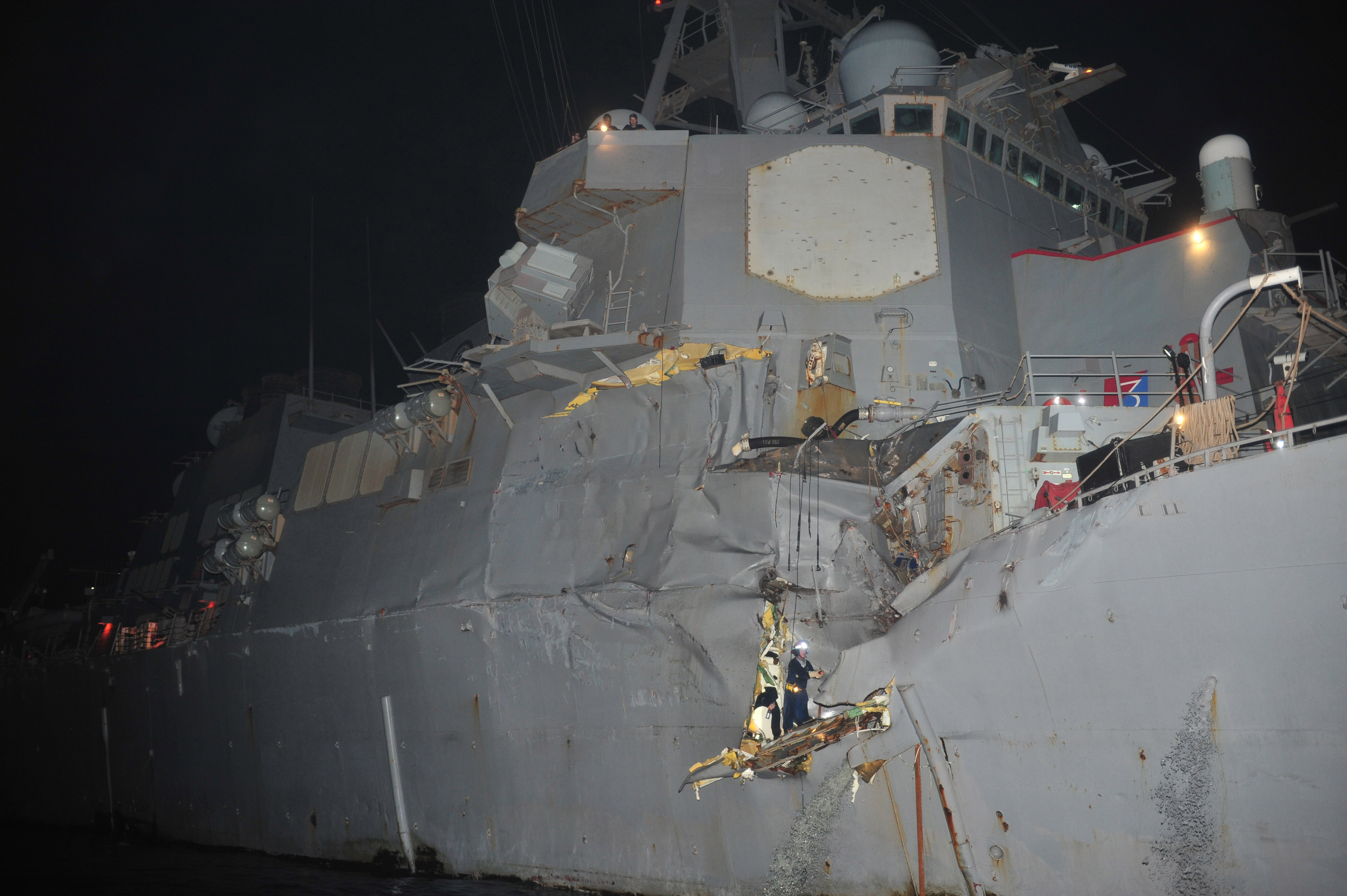
Desperfectos en el USS Porter (DDG-78)  tras colisionar accidentalmente contra el petrolero MV Otowasan  en 2012. No hubo heridos.
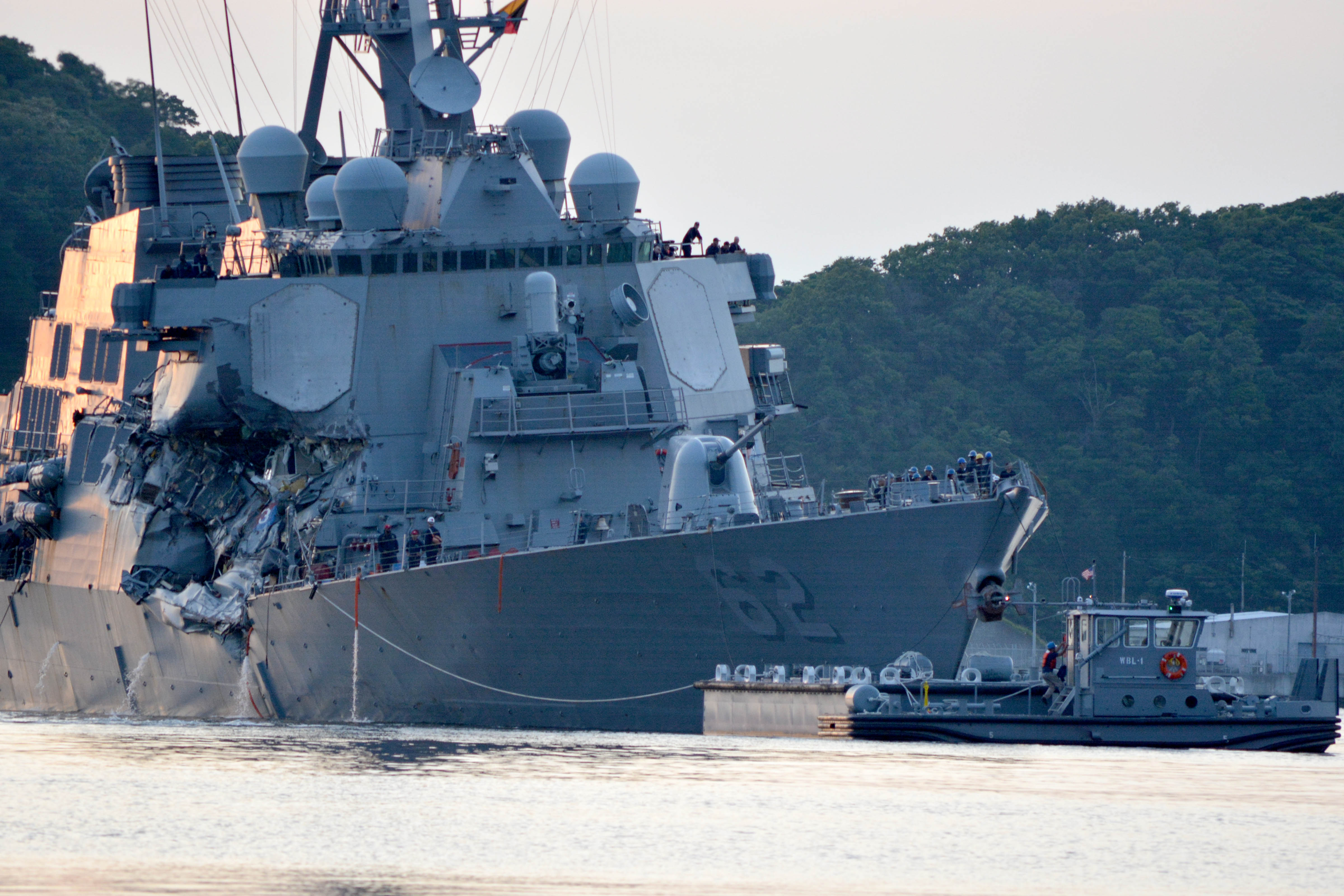
Desperfectos en el USS Fitzgerald (DDG-62)  tras colisionar accidentalmente contra el carguero MV ACX Crystal en 2017. 7 marineros estadounidenses murieron.
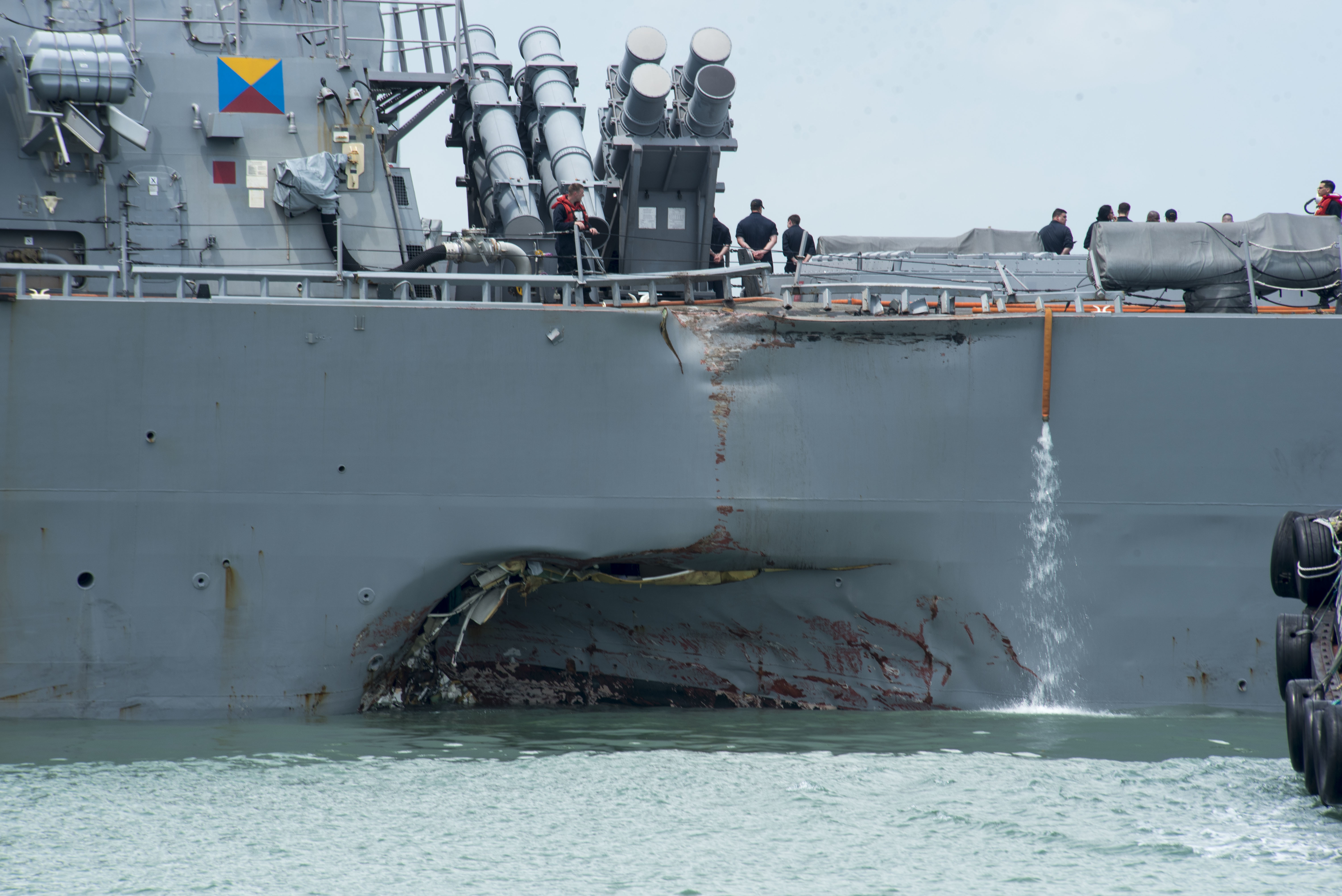
Desperfectos en el USS John S. McCain (DDG-56) tras colisionar accidentalmente contra el petrolero Alnic MC en 2017. 10 marineros estadounidenses murieron.

Varios destructores fueron desplegados en la base de Rota para incorporarse al escudo antimisiles de la OTAN, diseñado para interceptar misiles balísticos enemigos. Ellos supuso el traslado de su puerto base en Norfolk hasta Rota para aumentar la presencia permanente en Europa. Estos buques fueron optimizados  contra la amenaza de misiles balísticos en el marco del programa Aegis Ballistic Missile Defense System. Son conocidos como Variante Rota, que incluye modernización del sistema Aegis,  incorporación de misiles interceptores (SM-3, SM-2ER Block IV y SM-6), sistema de defensa de punto RIM-116 SeaRAM y equipos de guerra electrónica AN/SLQ-32(V)6.

El 6 de enero de 2023, el USS Laboon fue atacado en el sur del Mar Rojo por un vehículo aéreo no tripulado lanzado por fuerzas Hutíes. El USS Laboon derribó el dron suicida aproximadamente a las 9:30 am (hora de Saná). No se reportaron daños ni heridos por el incidente. El 16 de diciembre de 2023 el USS Carney (DDG 64) , que operaba en el Mar Rojo, derribó un enjambre de 14 sistemas aéreos no tripulados lanzados desde zonas controladas por los hutíes.
Los destructores USS Arleigh Burke y USS Carney abatieron en 2024 varios misiles balísticos iraníes lanzados contra Israel. Ambos buques operaban en aguas del Mar Mediterráneo oriental.

## Reemplazo futuro

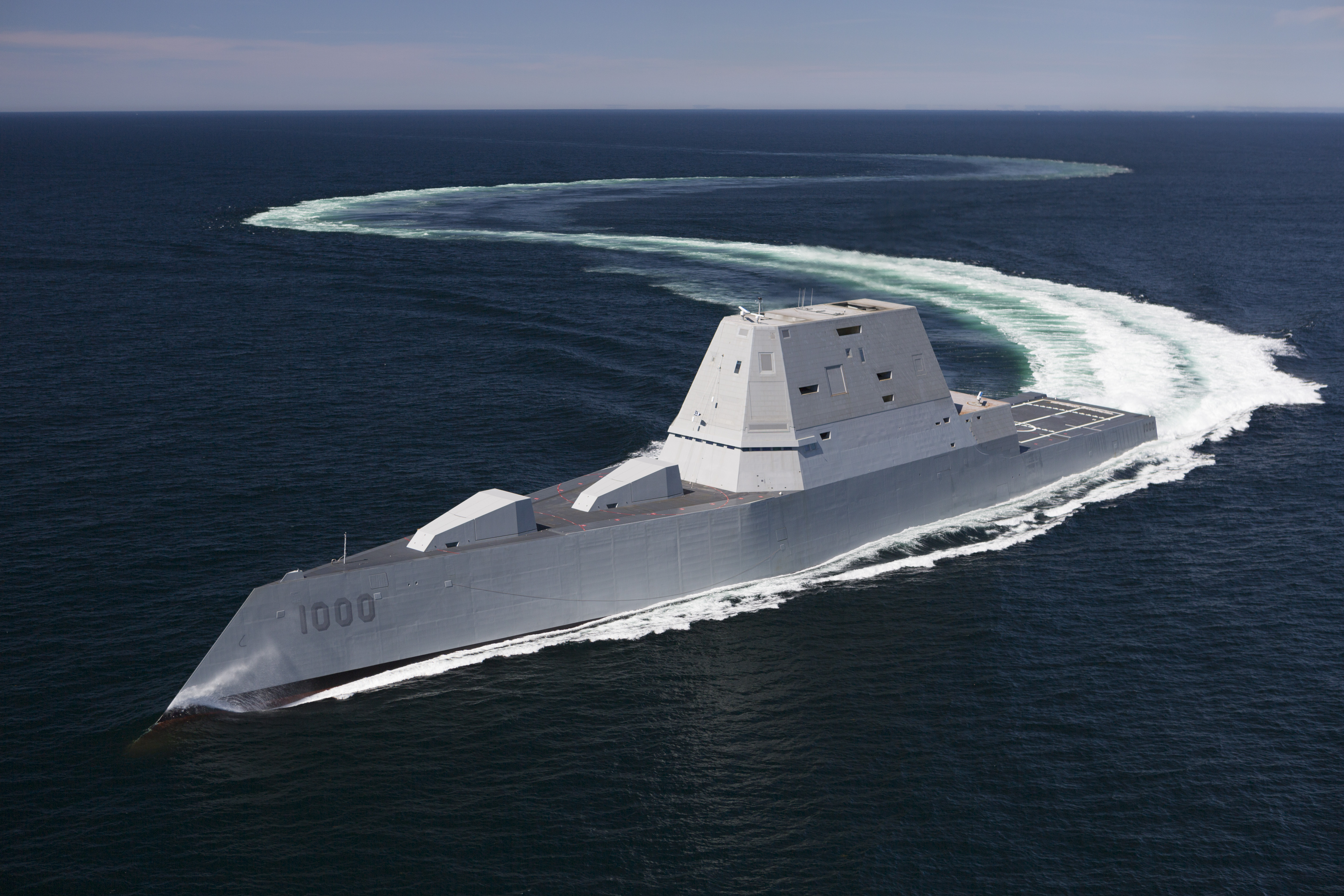
Un destructor de la clase Zumwalt, la siguiente después de la clase Arleigh Burke. Solo se construyeron 3 buques de los 32 planeados. La Armada estadounidense reinició la construcción de buques de la clase Arleigh Burke.

El USS Michael Murphy (DDG-112) originalmente estaba destinado a ser el último de la clase Arleigh Burke. Sin embargo, con la reducción de la producción de destructores de clase Zumwalt por sus altos costes, la Marina de los EE. UU. solicitó nuevos barcos de clase DDG-51. Los contratos de materiales a largo plazo se adjudicaron a Northrop Grumman en diciembre de 2009 para DDG-113 y en abril de 2010 para DDG-114. General Dynamics recibió un contrato de materiales a largo plazo para DDG-115 en febrero de 2010. Se anticipó que en el año fiscal 2012 o el año fiscal 2013, la Marina de los EE. UU. comenzaría el trabajo detallado para un diseño del Tramo III y solicitaría 24 barcos que se construirán entre 2016 y 2031. En mayo de 2013, se planificaron un total de 76 barcos de la clase Arleigh Burke. La variante Bloque III se encontraba en la fase de diseño a partir de 2013. En junio de 2013, la Armada de los EE. UU. otorgó 6200 millones de dólares en contratos de destructores. La Marina de los EE. UU. puede adquirir hasta 42 barcos del Tramo III, y el primer barco, el USS Jack H. Lucas (DDG-125), entrará en servicio en 2023.

### Futuro combatiente de superficie

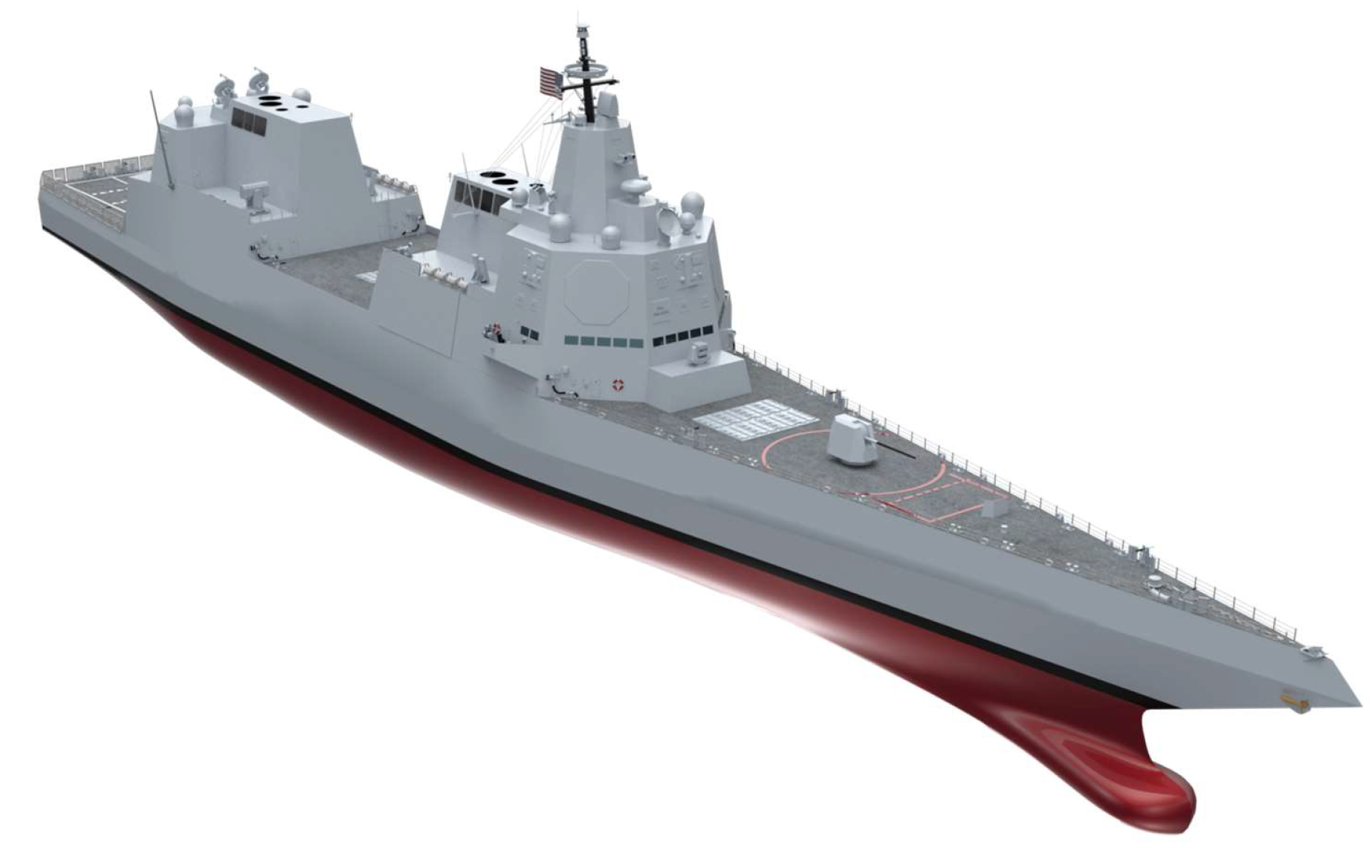
Concepto DDG (X) tal como se presentó en el simposio de la Asociación de la Marina de Superficie de 2022. Está planeado que el primer buque de esta clase entre en servicio en torno al año 2030.

En abril de 2014, la Marina de los EE. UU. comenzó las primeras etapas del desarrollo de un nuevo destructor para reemplazar a la clase Arleigh Burke llamado "Future Surface Combatant". Se espera que la nueva clase entre en servicio a principios de la década de 2030 e inicialmente sirva junto con los 22 DDG del Bloque III. Aún no se ha especulado sobre el diseño o la forma del casco. Sin embargo, se sabe que la clase de destructores incorporará tecnologías emergentes como láseres, sistemas de generación de energía a bordo, mayor automatización y armas, sensores y electrónica de próxima generación. Aprovecharán las tecnologías en uso en otras plataformas, como el destructor de clase Zumwalt, los barcos de combate litorales y el portaaviones de la clase Gerald R. Ford.
El Future Surface Combatant puede dar importancia al sistema de propulsión eléctrica del destructor de clase Zumwalt que impulsa la nave mientras genera 58 megavatios de energía eléctrica a bordo, niveles necesarios para operar futuras armas de energía dirigida. Es probable que los sistemas de armas láser se vuelvan más prominentes para enfrentar amenazas sin usar misiles que podrían costar más que el objetivo que se está atacando. Los sistemas de armas menos costosos pueden ayudar a evitar que la clase de destructor se vuelva demasiado costosa. Los requisitos iniciales para el Future Surface Combatant enfatizarán la letalidad y la capacidad de supervivencia, además de continuar con los portaaviones. Los barcos también deben ser modulares para permitir actualizaciones económicas de armamento, electrónica, informática y sensores con el tiempo a medida que evolucionan las amenazas. El Future Surface Combatant ha evolucionado hasta convertirse en el Large Surface Combatant, que se convirtió en el DDG(X).

## Unidades

### Astilleros
- 34 unidades construidas por General Dynamics, en Bath Iron Works.
- 28 unidades construidas por Northrop Grumman Ship Systems, en los astilleros Ingalls.
- Radar AN/SPY-1 y sistema de combate suministrado por Lockheed Martin.

### Lista de unidades
El USS Michael Murphy (DDG-112) estaba previsto originalmente como el último de los buques de la clase Arleigh Burke, aunque tras la decisión de reducir la producción de la clase Zumwalt, la armada, solicitó nuevos buques de la clase Burke.

## Galería

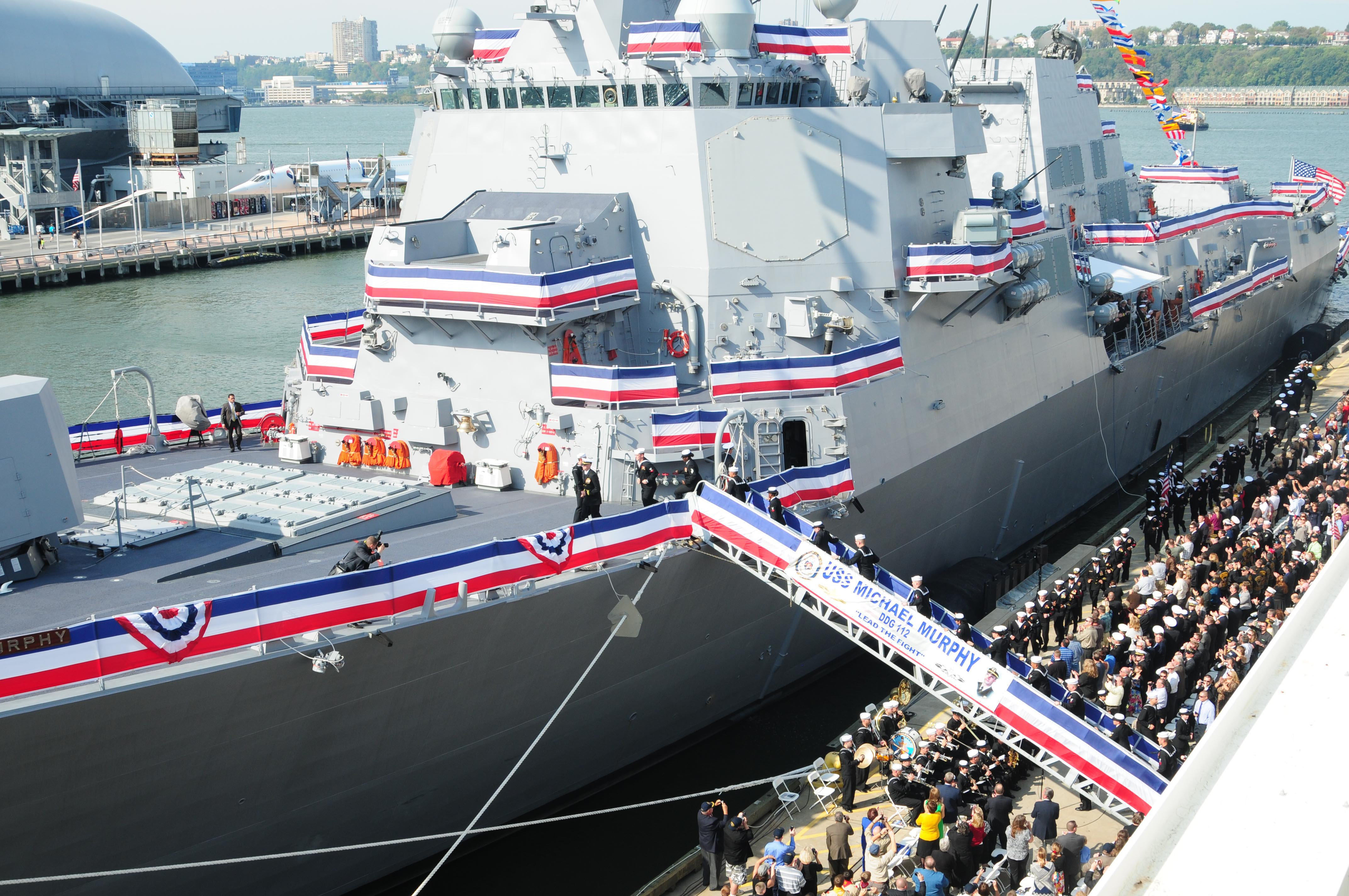
Ceremonia de puesta en servicio del USS Michael Murphy (DDG-112) en 2012.
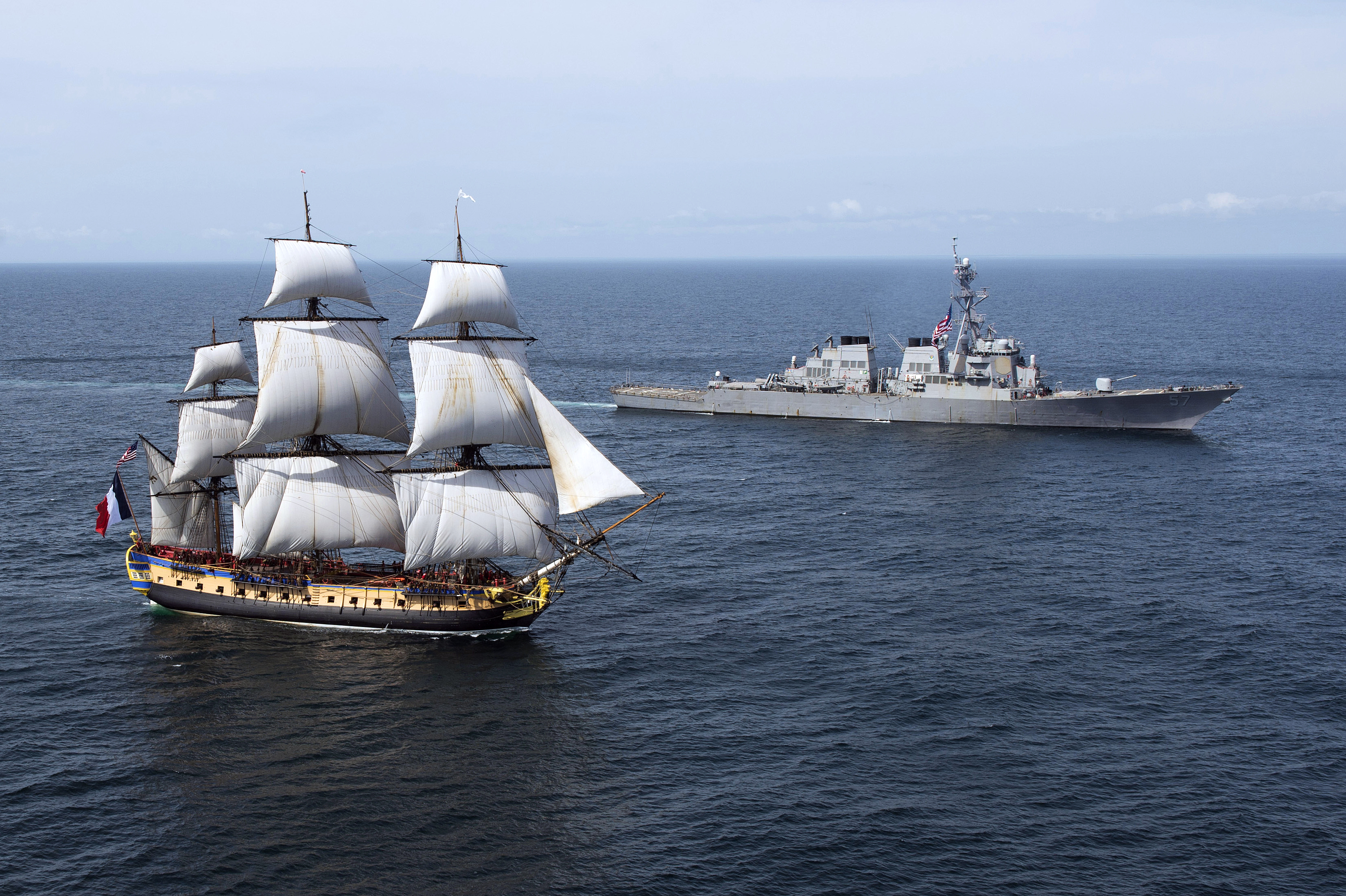
El USS Mitscher (DDG-57) navegando junto con el barco réplica Hermione en el año 2015.
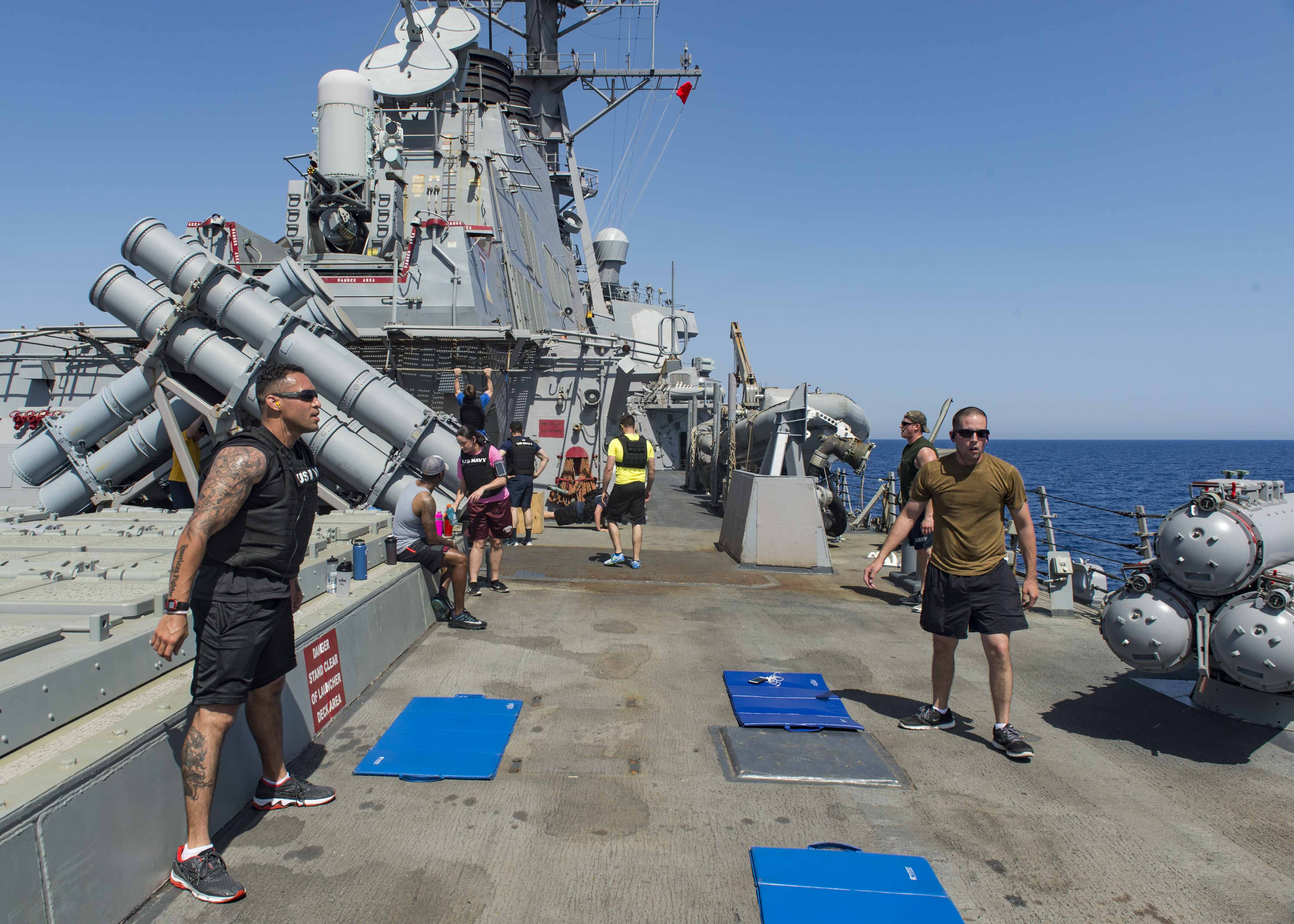
Marineros ejercitándose a bordo del USS Stout (DDG-55) en el 2016.
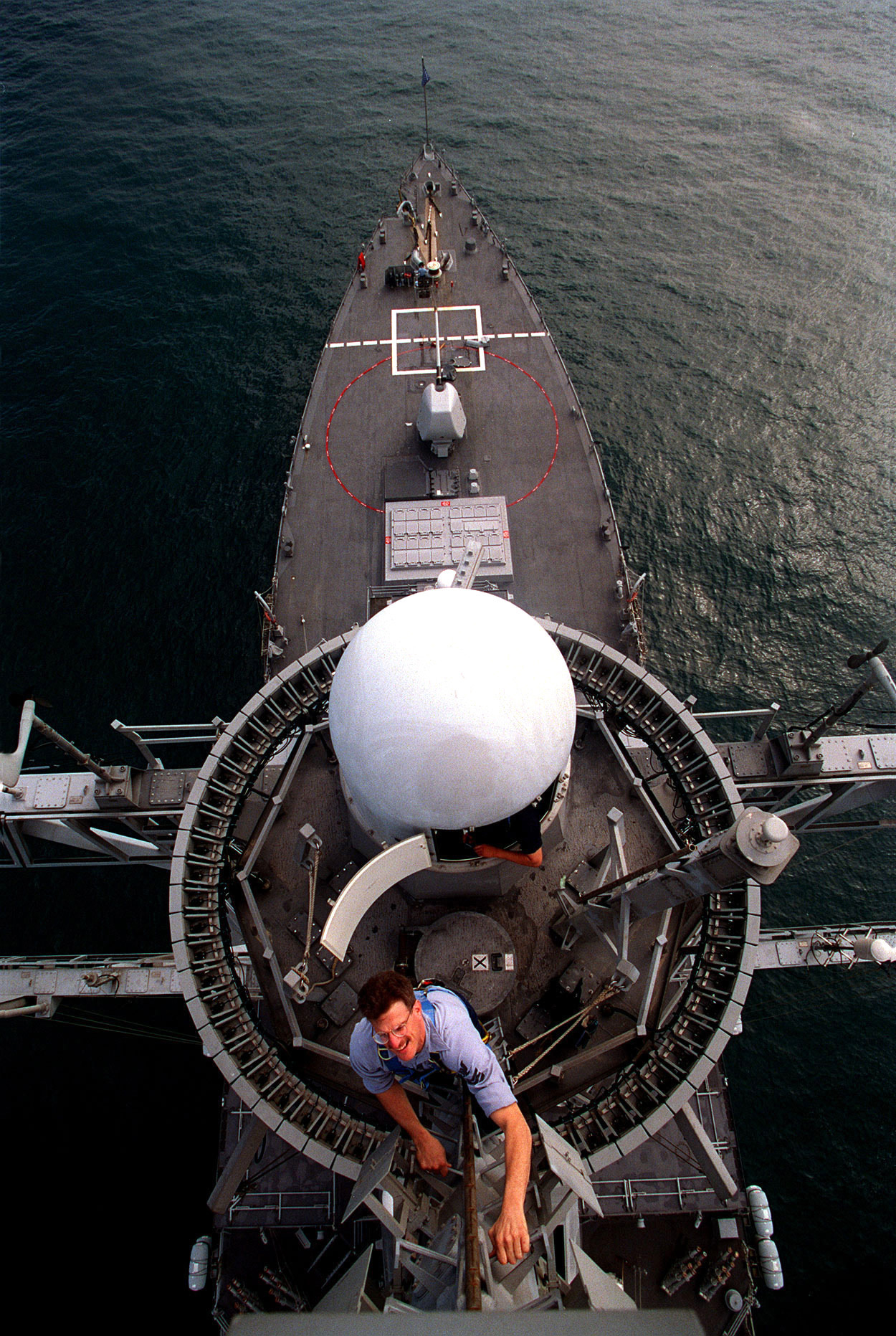
Vista desde el mástil del USS Carney (DDG-64), año 1998.
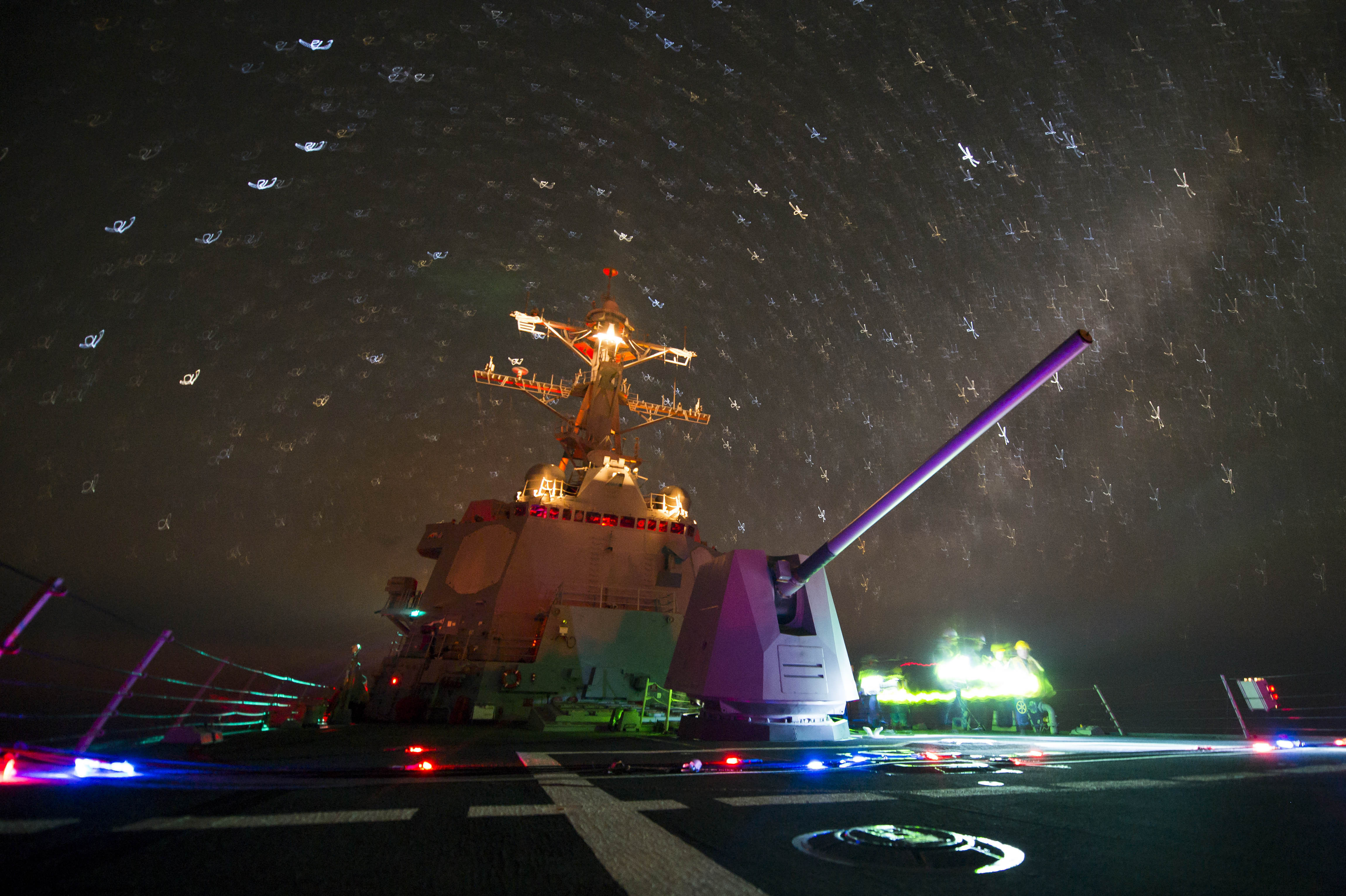
El USS Preble (DDG-88) con la iluminación nocturna encendida en el año 2013.
- Vídeo de una visita guiada por el USS Sampson (DDG-102) a mediados del año 2009.